# Toponimi italiani della Dalmazia
Questa è una lista di toponimi italiani della regione storica della Dalmazia, suddivisa, dopo la dissoluzione della Jugoslavia, tra la Croazia, la Bosnia ed Erzegovina (per una minima parte) e il Montenegro.

## Storia

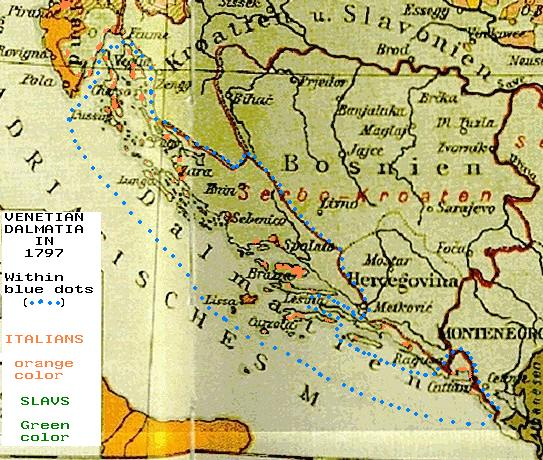
Mappa linguistica austriaca del 1896, su cui sono riportati i confini (segnati con pallini blu) della Dalmazia veneziana nel 1797. In arancione sono evidenziate le zone dove la lingua madre più diffusa era l'italiano, mentre in verde quelle dove erano più diffuse le lingue slave

I toponimi italiani della Dalmazia sono in parte nati come endonimi: usati cioè dagli abitanti locali e spesso derivanti da un precedente nome dalmata o latino. Un altro gruppo deriva invece da una traslitterazione del corrispondente slavo operata ai tempi della plurisecolare sovranità veneziana. Un terzo gruppo infine nasce in tempi più recenti, con intento irredentista: sia negli anni dieci del XX secolo che durante il fascismo vennero anche pubblicati dei repertori toponomastici dell'Istria e della Dalmazia. All'interno della voce sono riportati tutti i toponimi reperiti, indipendentemente dalla fonte.
La maggior parte dei toponimi delle località principali e di molte località minori è stata utilizzata ufficialmente anche durante la sovranità austroungarica, prima in maniera esclusiva e poi insieme al corrispondente croato. Il processo di affiancamento e poi di sostituzione dei toponimi italiani avvenne a partire dalla seconda metà del XIX secolo, accentuandosi particolarmente fra il 1890 e il 1912. In quest'ultimo anno il governo stabilì che il croato divenisse lingua ufficiale in Dalmazia, relegando l'italiano ad un ruolo marginale. Laddove è stato possibile recuperare il dato, è riportato fra parentesi l'ultimo anno d'uso ufficiale del toponimo italiano. I toponimi italiani di tutte le località principali della Dalmazia - isole comprese - sono rintracciabili in pressoché tutte le pubblicazioni inglesi, tedesche e francesi, fino agli inizi del XX secolo ed oltre.
All'inizio del secolo XXI questi toponimi sono rimasti localmente e sporadicamente in uso in primo luogo nelle zone ove si trovano delle "Comunità degli Italiani" (Cherso, Lussinpiccolo, Veglia, Zara, Spalato, Lesina e Cattaro) e molto più raramente nelle altre zone. È degno di nota - sia pur poco frequente - il loro uso anche nella comunicazione verbale con i turisti della Penisola. Infine, sono ancora utilizzati correntemente in seno alla comunità giuliano-dalmata italofona residente in Italia e in altri Paesi esteri.

## Città maggiori
Per le fonti sul numero di abitanti, vedi in nota
| Nome italiano                        | Nome croato/montenegrino | Note |
| ------------------------------------ | ------------------------ | --- |
| Almissa                              | Omiš                     | |
| Antivari                             | Bar                      | |
| Bencovazzo o Bencovaz                | Benkovac                 | |
| Breno                                | Župa Dubrovačka          | |
| Budua                                | Budva                    | |
| Canali o Val di Canali               | Konavle                  | |
| Castelnuovo o Castelnuovo di Cattaro | Herceg Novi              | Il nome italiano venne utilizzato ufficialmente assieme al nome serbo-croato fino al 1918                                                                                                 |
| Cattaro                              | Kotor                    | |
| Castelli                             | Kaštela                  | |
| Dernis                               | Drniš                    | |
| Dulcigno                             | Ulcinj                   | |
| Imoschi                              | Imotski                  | |
| Macarsca                             | Makarska                 | |
| Metcovich o Porto Narenta            | Metković                 | |
| Porto Tolero                         | Ploče                    | |
| Ragusa o Ragusa di Dalmazia          | Dubrovnik                | |
| Salona                               | Solin                    | |
| Sebenico                             | Šibenik                  | |
| Signo o Sign                         | Sinj                     | |
| Spalato                              | Split                    | |
| Tenin                                | Knin                     | |
| Teodo                                | Tivat                    | |
| Trebigne                             | Trebinje                 | |
| Treglia                              | Trilj                    | |
| Traù                                 | Trogir                   | |
| Vergoraz o Vergorazza o Vergorazzo   | Vrgorac                  | |
| Vodizze                              | Vodice                   | |
| Zara                                 | Zadar                    | Il nome ufficiale fu "Zara", poi "Zara/Zadar" nel periodo austroungarico, tornando solo "Zara" dopo la grande guerra. Divenne infine solo "Zadar" alla fine della seconda guerra mondiale |

## Dalmazia montenegrina

### Dintorni di Antivari (Bar)
- Olmari (Topolica)

Comune o Municipalità di Antivari (Bar)

#### Insediamenti e località
Il comune comprende le seguenti località raccolte in 12 circoscrizioni (mjesna zajednica)

#### Circoscrizioni
| - Antivari I - Bar I - Antivari II - Bar II - Antivari III - Bar III - Antivari IV - Bar IV - Antivari V - Bar V - Zuccanegra (Šušanj) | - Antivari Vecchia (Stari Bar) - Spizza o Santa Maria degli Ospizi (Sutomore) - Mercòvici (Mrkojevići) - Cràina (Krajina) - Sèstani (Šestan) - Zermenizza o Terranera (Crmnica) |

#### Località
| - Antivari (Bar, Tivar) - Antivari Vecchia (Stari Bar) - Arbanes (Arbnež) - Bartola o La Bartola (Bartula) - Besa (Besa) - Bielisci, Pradamòs, Pradamosio (Bjeliši) - Berceli Inferiore (Donji Brčeli) - Berceli Superiore (Gornji Brčeli) - Berza (Brca) - Boboviste (Bobovište) - Bolievici (Boljevići) - Bortaiso (Burtaiši) - Braceni (Braćeni) - Brieghe (Brijege) - Brisca Superiore (Gornja Briska) - Brisca Inferiore (Donja Briska) - Bucovico (Bukovik) - Caranichici (Karanikići) - Castagnizza (Koštanjica) - Celuga o Celluga sul Risano (Čeluga) - Chergnizze (Krnjice) - Comarno (Komarno) - Cortiél (Veliki Mikulići) - Cruscevizza (Kruševica) - Cugne (Kunje) - Dabesici (Dabezići) - Dedici (Dedići) - Dracevizza (Dračevica) | - Dupilo (Dupilo) - Gardovicchio (Grdovići) - Genginovici Đenđinovići - Giuravici Đuravci - Giùrmani (Đurmani) - Gluchido (Gluhi Do) - Godigne (Godinje) - Gorana Grande (Velja Gorana) - Gorana Piccola (Mala Gorana) - Gurza (Gurza) - Livari (Livari) - Limignana (Limljani) - Luchici (Lukići) - Maciughe (Mačuge) - Marstiepovici (Marstijepovići) - Martici (Martići) - Miglievizzi (Miljevci) - Missici (Mišići) - Murici Superiore (Gornji Murići) - Murici Inferiore (Donji Murići) - Oracovo (Orahovo) - Ostros Grande (Veliki Ostros) - Ostros Piccolo (Mali Ostros) - Ottocici (Ovtočići) - Papani (Papani) - Pelincovici Pelinkovići - Peciurizze (Pečurice) - Pincici (Pinčići) | - Podi (Podi) - Poglie (Polje) - Popratinizza (Popratnica) - Sant'Anastasia (Sustać) - Sclà (Ckla) - Scurta (Dobra Voda) - Selittiona (Mali Mikulići) - Seoca (Seoca) - Sosina (Sozina) - Sottonici (Sotonići - Spizza o Santa Maria degli Ospizi (Sutomore) - Spizzano (Zagrađe) - Teiani (Tejani) - Ternovo (Trnovo) - Tomba o Contrada La Tomba (Tomba) - Tomich o Tomici (Tomići) - Tugémile (Tuđemili) - Turcini (Turčini) - Utergo (Utrg) - Vigna Spilaccia (Velembusi) - Villa Grande (Velje Selo) - Viro (Virpazar) - Zaglievo (Zaljevo) - Zancovich o Zancovici (Zankovići) - Zopialla (Zupci) - Zuccanegra (Šušanj) |

### Dintorni di Budua (Budva)
Comune o Municipalità di Budua (Budva)

#### Insediamenti e località
Il comune di Budua ha le seguenti località:
| - Andrich o Andrici (Andrić) - Bécici o Casali dei Becich (Bečići) - Berda o Barda (Brda) - Blissicucchia o Bliscucci (Blizikuće) - Boreti o Boretti o Porto Boretti o Boretta (Boreti) - Bràici (Brajići) - Budua (Budva) - Bugliarizza (Buljarica) - Calogeri o I Calogeri o Calogera (Kaluderac) - Caretano o Perseno (Pržno) - Castellastua, Castel Lastua o Petrovazzo (Petrovac na Moru) - Cattun o Cattuno (Katun Reževići) - Cavastra o Crestazza (Krstac) - Ciamidò (Čami Do) - Crossi o Lappici (Lapčići) - Cugliazze o Gugliazze (Kuljače) o San Giorgio di Pastrovicchio (Pastrovići) - Drobénico o Drobnici (Drobnići) - Gionas o Ginossi (Đenaši) - Ilino Berdo o Monte Sant'Elia (Ilino Brdo) | - Lastua o Sucovizza (Žukovica) - Marcovici o Cerzane (Markovići) - Novoseglia o Novoseglie o Naoselle (Novoselje) - Pastrovicchio (Paštrovići) - Pietrarossa o Prievor (Prijevor) - Pòbori o Pobor (Pobori) - Podebabaz o Piebabaz o Podibabaz (Podbabac) - Podistrozza o Parocchia di Maini o Val d'Ostrog (Podostrog) - Puteo (Puč) - San Luca o Resevici o Rieca (Rijeka Reževići) - Santa Barbara o Ragenovici (Rađenovići) - Santa Maria o Staniscici o Stanissich (Stanišići) - San Teodoro o Tudorovici (Tudorovići) - Santo Stefano (Sveti Stefan)* - Vitidò (Viti Do) - Zellobardo o Celoberdo (Čelobrdo) - Zucovizza o Zuccovizza (Zukovica) - Zuzzù o Ciuciuche (Čučuke) |

### Dintorni di Castelnuovo di Cattaro (Herceg Novi)
Comune o Municipalità di Castelnuovo di Cattaro (Herceg Novi)

#### Insediamenti e località
Il comune di Castelnuovo ha le seguenti località (alcune delle quali nella penisola di Lustizza):
| - Bacoci o Bacozzi o Baccozzi (Bakoći) - Baossich, Bàossich, Porto Squaro (Baošići) - Bergulli (Brguli) - Bianca, San Pietro de Albis (Bijela) - Camenari (Kamenari) - Càmeno o Petrera (Kameno) - Castelnuovo (Herceg Novi) - Clinzi o Clinge (Klinci) - Combùr (Kumbor) - Crussevizze (di Bianca) (Bijelske Kruševice) o (Kruševice) - Cutti (Kuti) - Gionovich o Paxtecum (Đenovići) - Giurich o Zurici (Đurići) - Igalo o Jgalo o Igallo (Igalo) - Jossizza o Giossizza o anche Porto Padova (Jošica) - Gnivizze (Njivice) - Lustizza (Luštica) - Mardari (Mardari) - Megline o Melligne (Meljine) - Mercovi (Mrkovi) - Mòides (Mojdež) - Mòcrine (Mokrine) | - Podi o Poddi (Podi) - Porto Rose (Rose) - Prievor (Prijevor) - Punta d'Ostro o Penisola di Prevlaca (Oštri Rt, Prevlaka) - Radovanich (Radovanići) - Ratissevina o Rattissevina (Ratiševina) - Repai o Repaj (Repaji) - Sassovich o Villa dei Sàssoni (Sasovići) - Sant'Irene o Sutorina (Sutorina) - Santo Stefano di Castelnuovo (Sušćepan) - Sitnizza (Sitnica) - Sliebi o Sgliebbi o San Niccolò (Žlijebi) - Spuglie (Špulje) - Sterpo (Strp) - Trebesin o Trebéssino (Trebesin) - Ubli o Planobaròn o (Ubli) - Verbagni o Verbagno (Vrbanj) - Villa Patarina o Babunzi (Babunci) - Zaberghie o Zabergie o Zaberge (Zabrđe) - Zelenica o Selènica (Zelenika) - Zuvigne o Zuigne (Žvinje) |

### Dintorni di Cattaro (Kotor)
Comune o Municipalità di Cattaro (Kotor)

#### Insediamenti e località
Nel complesso il comune di Cattaro comprende le seguenti località:
| - Bratessici o San Niccolò delle Traste (Bratešići) - Bunovich o Rubedo (Bunovići) - Cana di Cattaro (Han) - Castagnizza (Kostanjica) - Càttaro (Kotor), sede civica e comunale. - Cavach o Vescovà o Cavaz (Kavač) - Cheslaz o Villa del Conte (Knežlaz) - Chiavori o Ciavori (Čavori) - Colle Damidrana o Forte Vermaz (Pod Vrmac) - Colusugni o Collosugno o Cassione (Kolužunj) - Covaci o Covassi (Kovači) - Crimovizza o Crimoizze o Roppo (Krimovica) - Cubassi o Cubassani o Gàrbole (Kubasi) - Dobrota o Bonentro o Sant'Eustachio (Dobrota) - Dragagli o Dragal (Dragalj) - Drasina o Bonòl(Dražin Vrt) - Dub o Pùsido (Dub) - Glavati o Glavatti (Glavati) - Glavaticich o Glavattici o Montecarpinetto (Glavatičići) | - Gliuta (Ljuta) - Gorovich o Gorre (Gorovići) - In Crepis o Sottorupe (Pod Krš) - Làstua di Zuppa (Lastva Grbaljska) - Ledenizze (Ledenice) - Lippa o Romedo (Lipci) - Lessevich o Il Prato (Lješevići) - Malodò (Malov Do) - Mirza (Mirac) - Morigno Inferiore (Donji Morinj) - Morigno Superiore (Gornji Morinj) - Mulla (Muo) - Nagliessich o San Nicola in Larùn (Nalježići) - Oraccovaz Inferiore o Noceto Inferiore (Donji Orahovac) - Oraccovaz Superiore o Noceto Superiore Santa Veneranda (Gornji Orahovac) - Pedemonte di Càttaro o Poberge (Podbrđe) - Pellinovo o San Giorgio (Pelinovo) - Perasto (Perast) | - Perzagno o Perzagne (Prčanj) - Pistetto (Pištet) - Preradi (Prijeradi) - Radanovich o Santa Barbara (Radanovići) - Risano (Risan) - Santa Barbara di Cattaro (Sutvara) - Sissici o Sissetti (Šišići) - Spigliari o Caravelle (Špiljari) - Sueciava o Sveceva (Zvečava) - Surana (Šuranj) - Traste (Bigova, Bigovo, Trašte) - Tresgnizza o Tresna (Trešnjica) - Ucròpezi (Ukropci) - Unirine (Unijerina) - Visgnieva o Vissegliani (Višnjeva) - Vranovich o San Cosimano (Vranovići) - Zagora o Leno (Zagora) - Zalesi Grande o Tat Grande (Veliki Zalazi) - Zalesi Piccolo o Montezalesi (Mali Zalazi) |

#### Circoscrizioni o Quartieri o Rioni
A sua volta, la frazione di Càttaro è suddivisa nelle seguenti circoscrizioni, quartieri o rioni: 
- Centro Città o Città Vecchia (Stari Grad)
- Gordicchio o Gurdita (Gurdić)
- Scagliari o Calme (Škaljari)
- Scorda o Fiumera (Škurda)

### Dintorni di Cettigne (Cetinje, Цетиње)
Comune o Municipalità di Cettigne (Cetinje, Цетиње)

#### Insediamenti e località
Il comune di Cettigne comprende le seguenti località: 
| - Baizze Bajice - Bariamovizza Barjamovica - Bianca Pogliana Bijele Poljane - Bielossi Bjeloši - Bobia o Bobbia Bobija - Boguti o Bogutti Boguti - Bocovo Bokovo - Campo del Bano o Banovizza (Banovica, Banović o Banovići) - Velestova o Velestovo Velestovo - Vignievici Vignjevići - Voicovici Vojkovići - Verba Vrba - Vrela Vrela - Vuci o Vucci Vuči Do - Gagi Gađi - Zagliuto Superiore Gornja Zaljut | - Zeclin o Zeclino Superiore Gornji Ceklin - Grab o Grabo Grab - Gradina Gradina - Gragiani Građani - Dide Dide - Dobrska Župa - Dobrsko Selo - Dodoši - Donja Zaljut - Donje Selo - Dragomi Do - Drušići - Dubovik - Dubovo - Dugi Do | - Dujeva - Đalci - Đinovići - Erakovići - Žabljak - Žanjev Do - Zabrđe - Zagora - Začir - Izvori - Jankovići - Jezer - Kobilji Do - Kopito - Kosijeri | - Kranji Do - Kućišta - Lastva o Lastua - Lipa - Lješev Stub - Majstori - Malošin Do - Markovina - Meterizi - Mikulići - Milijevići - Mužovići - Njeguši - Obzovica - Ožegovice | - Oćevići - Očinići - Pačarađe - Pejovići - Petrov Do - Poda - Podbukovica - Prevlaka - Prediš - Prekornica - Prentin Do - Proseni Do - Radomir - Raičevići - Rvaši | - Resna - Ržani Do - Rijeka Crnojevića - Riječani - Rokoči - Smokovci - Tomići - Trešnjevo - Trnjine - Uba - Ubli - Ublice - Ugnji - Ulići - Cettigne | - Čevo - Češljari - Šinđon - Štitari |

### Dintorni di Dulcigno (Ulcinj, Ulqini)
Comune o Municipalità di Dulcigno (Ulcinj, Ulqini)

#### Insediamenti e località
Il comune di Dulcigno comprende le seguenti località: 
| - Ambula (Ambula) - Bianco Monte (Bijela Gora) - Boiche (Bojke) - Braisse (Brajše) - Bratizza (Bratica) - Caliman (Kaliman) - Canneto Alto (Gornji Štoj) - Canneto Basso (Donji Štoj) - Ciurche (Ćurke) - Clenza Inferiore (Donja Klezna) - Clenza Superiore (Gornja Klezna) - Codra (Kodre) - Cossici (Kosići) - Cravari (Kravari) - Crutta (Kruta, Krute) - Darza (Darza) - Draghigne (Draginje) - Dulcigno (Ulcinj, Ulqini) - Frascanello (Fraskanjel) | - La Colonza (Kolonza) - Lescovaz (Leskovac) - Lisna (Lisna Bore) - Megrech (Međreč) - Mide (Mide) - Mongioro (Možura) - Monte Bria (Briska Gora) - Pistula (Pistula) - Rastis (Rastiš) - Rezzi (Reč), - Salci (Salč), - San Giorgio (Sveti Đorđe) - San Calvino (Sukobin) - Santa Croce di Dulcigno (Kruče) - Sant'Eligio (Sutjel) - Sgagno (Zoganj) - Stodra (Štodra) - Suacia, Svacia o Soazio (Šas) - Vladimiro (Vladimir) |

### Dintorni di Teodo (Tivat)
Comune o Municipalità di Teodo (Tivat)

#### Insediamenti e località
Il comune di Teodo ha le seguenti località:
- Bogdassici (Bogdašići, Богдашићи)
- Boghissici (Bogišići,Богишићи)
- Crassici (Krašići, Крашићи)
- Giurassevici (Đuraševići, Ђурашевићи)
- Gossici (Gošići, Гошићи)
- Lastua Inferiore (Donja Lastva, Доња Ластва)
- Lastua Superiore (Gornja Lastva, Горња Ластва)
- Lepetane o Leppetane (Lepetani, Лепетани)
- Mercevaz o Marcevaz (Mrčevac, Мрчевац)
- Milovici o Millovich (Milovići, Миловићи)
- Radovici (Radovići, Радовићи), già Cartolle (Krtole)
- Stolivo Inferiore (Donji Stoliv)
- Stolivo Superiore o Angosce (Gornji Stoliv)
- Torre di Lastua (Androvići)
- Teodo (Tivat, Тиват)

## Dalmazia bosniaca - erzegovese

### Dintorni di Neum (Neum, Неум)
Comune di Neum o Clesto Nuovo o Porto Noumense (Neum, Неум)

#### Insediamenti e località
Il comune di Neum ha le seguenti località:
| - Babindò (Babin Do) - Borutto (Borut) - Brestizza (Brestica) - Brocianaz (Broćanac) - Berstanizza (Brštanica) - Cerovizza (Cerovica) - Cerovo (Cerovo) - Cernoglavo (Crnoglav) - Chiscevo (Kiševo) - Cotagni (Hotanj Hutovski) - Cutovo, Cuttovo (Hutovo) - Crasno Superiore (Gornje Hrasno) - Dobridò (Dobri Do) - Dobrovo (Dobrovo) | - Drien Inferiore (Donji Drijen) - Dubravizza (Dubravica) - Dugi (Duži) - Glumina (Glumina) - Grado, Gradaz (Gradac) - Mossevici (Moševići) - Neum o Clesto Nuovo o Porto Noumense (Neum, Неум) - Prapratenizza (Prapratnica) - Previs (Previš) - Rabrani (Rabrani) - Vinine (Vinine) - Zelenicovaz (Donji Zelenikovac) - Zucovizza (Žukovica) |

### Regione di Trebigne (Trebinje kanton, Требињска регија)
Città di Trebigne (Trebinje, Требиње)

#### Insediamenti e località
Il territorio comunale di Trebigne comprende, oltre al capoluogo, i seguenti centri abitati:
| - Arangelovo (Aranđelovo) - Arbanasca (Arbanaška) - Baonine (Baonine) - Bicovo (Bihovo) - Bielaci (Bijelač) - Biogrado (Bijograd) - Bioci (Bioci) - Bodiroghe (Bodiroge) - Borilovici (Borilovići) - Branidò (Brani Do) - Brova (Brova) - Budosi (Budoši) - Bugovina (Bugovina) - Casale Do (Do) - Cerovaz o Cerovazzo (Cerovac) - Chergnievici (Krnjevići) - Cicevo Inferiore (Donje Čičevo) - Cicevo Superiore (Gornje Čičevo) - Cicina (Cicina) - Cicrina (Cicrina) - Ciurici (Čvarići) - Clicovici (Klikovići) - Clobuco (Klobuk) - Cocela Inferiore (Donja Kočela) - Cocela Superiore (Gornja Kočela) - Colmo di Trebigne (Hum) - Cognisco (Konjsko) - Corlati (Korlati) - Cotesi (Kotezi) - Covacina (Kovačina) - Crai (Kraj) - Craicovici (Krajkovići) - Creminidò (Kremeni Do) - Cucici (Kučići) - Cugnia Glavizza (Kunja Glavica) | - Diclici (Diklići) - Dobromani (Dobromani) - Dodanovici (Dodanovići) - Dolovi (Dolovi) - Domassevo (Domaševo) - Dracevo (Dračevo) - Drasindò (Dražin Do) - Driegnani (Drijenjani) - Dubliani (Dubljani) - Dubociani (Dubočani) - Dusi (Duži) - Gedici (Đedići) - Gerbessi (Grbeši) - Gerbici (Grbići) - Gercavizzi (Grkavci) - Germegliani (Grmljani) - Glavinici (Glavinići) - Goissina (Gojšina) - Gola Glavizza (Gola Glavica) - Gomigliani (Gomiljani) - Grabo (Grab) - Granciarevo Inferiore (Donje Grančarevo) - Granciarevo Superiore (Gornje Grančarevo) - Iagniaci (Janjač) - Iasina (Jazina) - Iassen (Jasen) - Iassenizza Lugo (Jasenica Lug) - Iussici (Jušići) - Lapia (Lapja) - Lastua (Lastva) - Loquizza o Loquizze (Lokvice) - Lomaci (Lomači) - Lugo (Lug) - Lusnizza (Lušnica) - Liecova (Ljekova) | - Liubovo (Ljubovo) - Marich Međine (Marić Međine) - Mercognici (Mrkonjići) - Mergnici (Mrnjići) - Mesari (Mesari) - Mionici (Mionići) - Monte Grande (Velja Gora) - Morce (Morče) - Mosco (Mosko) - Nesviece (Necvijeće) - Nicontovici (Nikontovići) - Ograde (Ograde) - Oraco (Orah) - Oracovaz o Oracovazzo Inferiore (Donji Orahovac) - Oracovaz o Oracovazzo Superiore (Gonji Orahovac) - Orassie Popovo (Orašje Popovo) - Orassie Povers (Orašje Površ) - Orassie Zubizzi (Orašje Zubci) - Paroisca Gniva (Parojska Njiva) - Petrovici (Petrovići) - Piavizze (Pijavice) - Podistrassivizza (Podstrašivica) - Podistirovenico (Podštirovnik) - Podivori (Podvori) - Poglizze Cicevo (Poljice Čičevo) - Poglizze Popovo (Poljice Popovo) - Ponte Arslanaghicia (Arslanagića Most) - Perchigne (Prhinje) - Priduorzi (Pridvorci) - Rapeti Bobani (Rapti Bobani) - Rapeti Zupizzi (Rapti Zupci) - Rasovaz o Rasovazzo (Rasovac) - Sarani (Šarani) - Scocigermo (Skočigrm) - Sdrielovici (Ždrijelovići) | - Sellari (Sedlari) - Sgognievo (Zgonjevo) - Slano Vecchio (Staro Slano) - Struici (Strujići) - Scenizza Liubomir (Šćenica Ljubomir) - Talesa (Taleža) - Todorici (Todorići) - Torre Begovich o Begovici (Begović Kula) - Trebiovi (Trebijovi) - Tuli (Tuli) - Tuglie (Tulje) - Turani (Turani) - Turizza (Turica) - Turmenti (Turmenti) - Tuerdos (Tvrdoš) - Ubla (Ubla) - Ugarzi (Ugarci) - Uxici (Ukšići) - Uviecia (Uvjeća) - Veliciani (Veličani) - Verbeno Inferiore (Donje Vrbno) - Verbeno Superiore (Gornje Vrbno) - Villa Bogoievich (Bogojević Selo) - Villa Dessin (Desin Selo) - Vladussici (Vladušići) - Vlasace (Vlasače) - Vlasca (Vlaška) - Voluiazzo (Volujac) - Verpoglie Liubomir (Vrpolje Ljubomir) - Verpoglie Zagora (Vrpolje Zagora) - Vucia (Vučija) - Zacovo (Žakovo) - Zagora (Zagora) - Zeglievo (Željevo) - Zupa (Župa) |

## Contea raguseo-narentana (Dubrovačko-neretvanska Županija)

### Città e dintorni di Ragusa (Dubrovnik)
- Gradaz o Grado, Castiense, Castrum Iense (Gradac)
- Malonta Grande o Molonta Grande (Molunat)
- Petrazza (Petrača)
- Stagno (Ston)
- Ragusa Vecchia (Cavtat)
- Trappano (Trpanj)

#### Insediamenti e località
Il territorio comunale di Ragusa è suddiviso in insediamenti (naselja):
| - Bercine o Berseziana o Bersecine (Brsečine) - Calamotta (Koločep) - Cannosa (Trsteno) - Cliscevo o Clissei o Clissevo (Kliševo) - Crumula (Lozica) - Dubravizza o Rovignola (Dubravica) - Comolaz o Fermo o Cumulaz (Komolac) - Fontana del Conte o Contea o Chenesizza (Knežica) - Forte Imperiale o Bossanca (Bosanka) - Gionchetto (Šumet) - Giubba (Ljubač) - Giuppana o San Giorgio (Suđurađ) - Gromaccia o Grumazza o Gromazza (Gromača) - Mezzo (Lopud) - La Carrira o Ciaicovizza (Čajkovica) - Malfi (Zaton) | - Maravignazzo (Mravinjac) - Mulino Palata o Chicovizza o Calametto (Čajkovići) - Marcevo o Merzevo (Mrčevo) - Nuova-Ombla o Moccosizza (Nova Mokošica) - Obuglieno Inferiore o Bulento Inferiore (Donje Obuljeno) - Obuglieno Superiore o Bulento Superiore o San Giacomo (Gornje Obuljeno) - Ombla o Moccosizza (Mokošica) - Pobriesi o Carrira (Pobrežje) - Porto Giuppana (Šipanska Luka) - Prievor o Benvegnuda (Prijevor) - Ragusa (Dubrovnik), sede civica e comunale. - Rosgiatto o Rosato (Rožat) - Santo Stefano d'Ombla (Sustjepan) - Selva o Osoinigo o Vallombrosa o Ossoinig (Osojnik) - Valdinoce (Orašac) - Villapetra o Petrovosello (Petrovo Selo) |

#### Circoscrizioni o Quartieri o Rioni
A sua volta, la frazione di Ragusa è suddivisa nelle seguenti circoscrizioni o quartieri (gradski kotari):
- Centro Città o Città Vecchia (Grad)
- Borgo Pile o Pile o anche Pille (Pile - Kono)
- Borgo Plonche, Pianca, Borgo Polotta, Polot o Plocce (Ploče)
- Comolaz[35] (Komolac)
- Gravosa (Gruž)
- Lapad o Lapiduzzo oppure San Martino (Lapad)
- Montinverno o Montovirna[40] (Montovjerna)
- Mocoscizza (Mokošica)
- Palazzo Boninis o Boninovo (Boninovo)
- San Gemoniano (Gliman)
- Santa Maria alle Dance (Danče)
- Tre Cappelle o Gorizza (Gorica)
- Valfredda (Hladnica)

### Città di Curzola (Korčula)

#### Insediamenti e località
La città di Curzola è suddivisa nelle seguenti frazioni (naselja):
- Chiara[41] o Carra o Villa Chiarra o Ciara (Čara)
- Curzola (Korčula), sede comunale
- Pupnata o Pupnatta o Popnatta (Pupnat)
- Racischie o Raciste[42] o Porto Barbieri (Račišće)
- Zernova[43] o Gernova o Bugnore (Žrnovo)

### Città di Fort'Opus o anche Forte Opuseo (Opuzen)

#### Insediamenti e località
La città di Fort'Opus o Forte Opuseo è suddivisa in frazioni (naselja):
- Buca Vlacca o Ullacca (Buk Vlaka)
- Fort'Opus[44] o Forte Opuseo (Opuzen), sede comunale
- Presinovaz (Pržinovac)

### Città di Metcovich o Porto Narenta (Metković)

#### Insediamenti e località
La città di Metcovich è suddivisa in insediamenti (naselja):
- Dubravizza[45] (Dubravica)
- Glusci o Glusce (Glušci)
- Metcovich o Porto Narenta (Metković), sede comunale
- Prud (Prud)
- Vido[46] o Viddo o San Vito (Vid)

### Città di Porto Tolero o Ploccia o Plozza (Ploče)

#### Insediamenti e località
La città di Porto Tolero è suddivisa in 9 insediamenti (naselja):
- Bacina o Baccina o Bacchina (Baćina)
- Bània o Bagna o Bagno di Fiume Negro (Banja)
- Comino o Comin della Valasca o Comin[46] (Komin)
- Perasco Blato o Blatta di Peruzzo (Peračko Blato)
- Plina o Lago Plina (Plina Jezero)
- Porto Tolero o Ploccia o Plozza (Ploče), sede comunale
- Rogotin o Ragotin o Rottasce (Rogotin)
- Stascevizza o Stassevizza (Staševica)
- Sarich Struga o Sarici Struga (Šarić Struga)

### Comune di Blatta (Blato)

#### Insediamenti e località
Il Comune di Blatta è suddiviso in frazioni (naselja):
- Blatta o Blatta di Curzola (Blato), sede comunale
- Potirna (Potirna)

### Comune di Breno o Subbreno (Župa dubrovačka)

#### Insediamenti e località
Il comune di Breno è suddiviso in frazioni (naselja):
- Bergatto Inferiore[35] o Bergatto di Sotto (Donji Brgat)
- Bergatto Superiore[35] o Bergatto di Sopra (Gornji Brgat)
- Braschina[35] o Brazzana o Brassina o Sant'Ilario (Brašina)
- Breno o Subbreno (Srebreno), sede comunale
- Buici (Buići)
- Cellopezzi[47] o Calbarusa (Čelopeci)
- Cibaccia[35] o Cibaccio (Čibača)
- Cupari[35] o Cuppari o Signolo o Armiro (Kupari)
- Grabovaz[35] o Garbozzi o Gherbavaz (Grbavac)
- Macosci[35] o Macosse o Macchi (Makoše)
- Mandagliena o Santa Maddalena (Mandaljena)
- Martinovich[35] (Martinovići)
- Molini di Breno[44] o Porto Molini (Mlini)
- Petrazza o Petraccia[35] (Petrača)
- Plat[35] o Porto Belleno o Platti, Volzo (Plat)
- Savreglie[35] o Zaliér o Molini Superiori (Zavrelje)
- Soline[35] o Saline (Soline)

### Comune di Canali o Val di Canali (Konavle, già Konavli o Konavlje)

#### Insediamenti e località
Il Comune di Canali o Val di Canali è suddiviso in frazioni (naselja):
- Brotnizze o Brottignizza o Castello di Ragusa (Brotnice)
- Cilipi o Cilippi (Čilipi)
- Comai o Comadio (Komaji)
- Cuna dei Canali o Cunna di Canali o Villa di Canali (Kuna Konavoska)
- Dervenico di Canali o Drùinico o Dervenico (Drvenik)
- Duba dei Canali o Rupe (Duba Konavoska)
- Dubraveca o Montequercino (Dubravka)
- Dunave o Monte Falconaro o Dunavia (Dunave)
- Giurinici o Nagumano o Chironza (Đurinići)
- Gabrilli[48] o Gabrieli o San Gabriele (Gabrili)
- Gruda[49] (Gruda)
- Giassenizze o Giassenizza o Iassenizze (Jasenice)
- Gliuta o Liuta (Ljuta)
- Lovorno o Lavarneo (Lovorno)
- Micanici o Mianici (Mihanići)
- Miculici o Micculich o San Michele di Samarina (Mikulići)
- Mocici o Moccici o Boschi (Močići)
- Molonta o Malonta (Molunat)
- Paglie Berdo o Pagliobardo o Spellalauro (Palje Brdo)
- Plocizze o Ploccizze o Planchitta (Pločice)
- Poglizze o Case del Convento o Capullo in Canali (Poljice)
- Popovici o Castelconte (Popovići)
- Priduorie o Palazzo Falcon o Convento (Pridvorje)
- Radovicici o Convento in Canali (Radovčići)
- Ragusa Vecchia o Ragusavecchia (Cavtat), sede comunale
- Stravecia o Stravesa o Stravzia o La Guardia (Stravča)
- Silieschi o Siliesi o Silesi o Ziliessi (Šilješki)
- Uscoplie o Uscoplia o Capitolo o Scopuli (Uskoplje)
- Vittaglina (Vitaljina)
- Vodovaglia o Molini (Vodovađa)
- Zastoglie (Zastolje)
- Zuecovizza o Gionco (Zvekovica)

### Comune di Iagnina o Gianina (Janjina)

#### Insediamenti e località
Il Comune di Iagnina o Gianina è suddiviso in frazioni (naselja):
- Drace o Drazze o Villa Drazze o Dracchie (Drače)
- Iagnina o Gianina (Janjina), sede comunale
- Ossobiava o Terrabianca (Osobjava)
- Popova Porto o Popovalucca o Valle Chirico (Popova Luka)
- Seresser[50] o Sresero o Tirivona (Sreser)

### Comune di Lagosta (Lastovo)

#### Insediamenti e località
Il Comune di Lagosta è diviso in insediamenti (naselja):
| - Cazza (Sušac) - Glavato (Glavat) - Lagosta (Lastovo), sede comunale - Passaduro (Pasadur) - Porto Chiave o Scatola (Zaklopatica) - Porto Rosso o Porto Nascosto (Skivena Luka) - Ubli o San Pietro di Lagosta (Uble) |

### Comune di Lombarda (Lumbarda)

#### Insediamenti e località
Il Comune di Lombarda non è suddiviso in frazioni (naselja).

### Comune di Meleda (Mljet)

#### Insediamenti e località
Il Comune di Meleda è suddiviso in frazioni (naselja):
- Babbinopoglie[52], Babinopòglie o Pian di Bàbino o anche Piana della Balia (Babino Polje), sede comunale
- Blatta di Méleda o Blatto[37] (Blato)
- Coritta[37] Coritti o Corrita o anche Gorrita (Korita)
- Cosarizza o Cossarizza (Kozarica)
- Gnìvizze (Njivice)
- Govegiari[37] o Goveggiari (Goveđari)
- Maranòvici o Maranovich (Maranovići)
- Occùchie o Camera (Okuklje)
- Petraia o Poména (Pomena)
- Porto Chiave (Prožurska Luka)
- Porto Fontana o Case Babine (Babine Kuće)
- Porto Loggia (Velika Loza)
- Porto Mezzo Meleda (Sobra)
- Porto Palazzo o Palazzo Noumense (Polače)
- Progiorra o Prosgiorra[37] o anche Prosùra (Prožura)
- Ropa o Roppa (Ropa)
- Saplunara o Sabbionara (Saplunara)
- Santa Maria di Méleda o Pristanischie (Pristanište)
- Saline (Soline)
- Tatinizza (Tatinica)

### Comune di Pantano o Sasabie o anche Sasciabia (Zažablje)

#### Insediamenti e località
Il Comune di Pantano o Sasabie è suddiviso in frazioni (naselja) con i seguenti abitanti:
- Bazula[53] o Bazzula o Bagiola (Badžula)
- Bieli Viro o Biellivir (Bijeli Vir)
- Dobragne[54] o Dobragna (Dobranje)
- Misline[53] o Maslina (Mislina)
- Molini di Narenta o Mulino o Mliniste[53] (Mlinište), sede comunale
- Vidogne[37][53] (Vidonje)

### Comune di Poieserie (Pojezerje)

#### Insediamenti e località
Il Comune di Poieserie è suddiviso in frazioni (naselja):
- Brecici o Raotine (Brečići)
- Dubrave o Dubrava o Rovere dei Morlacchi (Dubrave)
- Cobigliacia o Cobigliazza o Cavallazza (Kobiljača)
- Otrich-Seozzi o Otres (Otrić-Seoci), sede comunale
- Posla Monte o Posula o Poslagora (Pozla Gora)
- Prolog Piccolo[55] o Proluogo Piccolo (Mali Prolog)

### Comune di Sabbioncello (Orebić)

#### Insediamenti e località
Il Comune di Sabbioncello è suddiviso in frazioni (naselja):
- Banda Inferiore (Donja Banda)
- Cuciste[56] o Queschio (Kučište)
- Cunna[57] o San Paolo in Monte (Kuna Pelješka)
- Loviste o Lovischia o Porto Chiave (Lovište)
- Nacovagni o Nacovana o Naccovano (Nakovanj)
- Oscorusno o Sorbola (Oskorušno)
- Pliavicino o Piavizino (Pijavičino)
- Podobuce o Abuccia o Abbuccia (Podobuče)
- Potomie o Potamia (Potomje)
- Sabbioncello (Orebić), sede comunale: 1.979 ab.
- Sottomontagna[58] o Sottomonte (Podgorje): 171 ab.
- Stancovich o Stancovici (Stanković): 252 ab.
- Trestenico o Trastenizza o Giuliana Piccola (Trstenik): 117 ab.
- Vigagni o Porto Rosario (Viganj): 283 ab.

### Comune di Slano o Litorale Raguseo (Dubrovačko primorje)

#### Insediamenti e località
Il Comune di Slano o Litorale Raguseo è suddiviso in frazioni (naselja):
- Banichi[59] o Bannici (Banići)
- Cepicuchie[60] o Cepicucce o Ceppicucce o Casali Sorgo (Čepikuće)
- Dolli[61] (Doli)
- Imotizza[62] (Imotica)
- Crucizza[37] (Kručica)
- Lissaz[63] o Lissa o Possari (Lisac)
- Maicovi (Majkovi)
- Mravignizza[64] o Maravignazzo o Mravignizza o Maravinza (Mravnica)
- Oslie o Oseglie (Ošlje)
- Podigora o Montecomitale (Podgora)
- Podimozzo[65] o Capanne (Podimoć)
- Slano o Islana o Slana (Slano), sede comunale
- Smoccogliani[66] o La Figarola (Smokovljani)
- Stuppa[67] o Pistel (Stupa)
- Stedrizza o Stadrizza o Magnacampello (Štedrica)
- Tarnovizza[68] o Ternovizza (Trnovica)
- Ternova o Patrimonio di Ragusa o Torrenova (Trnova)
- Tozzionigo[69] o Tozionigo o Tocionico (Točionik)
- Toppollo[70] o Topollo (Topolo)
- Vissociani[71] o Vissochiane o Visozzani o Altignano (Visočani)

### Comune di Sliuno (Slivno)

#### Insediamenti e località
Il Comune di Sliuno è costituito dai seguenti insediamenti (naselja):
| - Clesto [Torre Nuncovich] o Clesso (Klek) - Duba o Porto Galeotto (Duba) - Duboca o Il Mandracchio o La Fonda (Duboka) - Comarna o Commarina o Comarina (Komarna) - Cremena [Cramena] (Kremena) - Lovorie o Paludi (Lovorje) - Lucina (Lučina) - Micali o San Michele o Micole (Mihalj) - Otocco o Isola (Otok) | - Pisinovaz o Pisinovazzo (Pižinovac) - Podigradina o Piegradina (Podgradina) - Porto Blazza o Porto Osio (Blace) - Raba o Rabba (Raba) - Sliuno (Slivno) - Sliuno in Piano o Sliuno Alto o Fra Agostino (Slivno Ravno) - Terne (Trn) - Tustevaz o Tustevazzo (Tuštevac) - Vlaca o Ullacca (Vlaka), sede comunale - Zavala o Valle di Clesto (Zavala) |

### Comune di Smoquizza o Figarola (Smokvica)

#### Insediamenti e località
Il Comune di Smoquizza o Figarola non è suddiviso in frazioni.

### Comune di Stagno o Stagno Grande (Ston) o Veliki Ston

#### Insediamenti e località
Il Comune di Stagno è suddiviso in frazioni (naselja):
- Boglienovich[76] o Boglienovici (Boljenovići)
- Briesta[35][44] o Brista (Brijesta)
- Brozze[35] o Le Brozze o Porto Greco (Broce)
- Cesvinizza[35] o Cesenizza o Terrenuove (Česvinica)
- Cosso[35] o La Lubarda (Tomislavovac[44])
- Donciagne[35] o Danciagna o Donzagna (Dančanje)
- Duba[35] o Duba di Stagno o Daba di Stagno o Ponta di Ragusa o Dodita (Duba Stonska)
- Dubrava[35] Dubrava di Stagno o Montesiccardo o Montesiardo (Dubrava)
- Giuliana[35][44] o Porto Giuliano o Giuliana della Cugna (Žuljana)
- Hodiglie[35] o Codiglie (Hodilje)
- Luca o Porto di Stagno (Luka)
- Metochia di Sabbioncello o Metoia (Metohija)
- Putnicovich o Puniche o Putnicovichi[35] Le Ciabane o Doclira (Putniković)
- Saberghie[35] o Sabargi o Sabarghie o Monte Oneo (Zabrđe)
- Saton di Dolli[35] o Zatton di Dolli (Zaton Doli)
- Sparagovich[35] o Castelsparagovici (Sparagovići)
- Stagno o Stagno Grande (Ston), sede comunale
- Stagno Piccolo[35][44] (Mali Ston)
- Zamaslina o Stagno Vecchio, o Olivi di Ragusa (Zamaslina)

### Comune di Torre di Norino o Norino Torre (Kula Norinska)

#### Insediamenti e località
Il Comune di Torre di Norino è suddiviso in frazioni (naselja):
- Borovizzi o Buraie Maggiore o Borovese o Borazzi o Borovzi (Borovci)
- Chervavaz o Chervavazzo o Cravagna della Narenta (Krvavac)
- Chervavaz II o Chervavazzo II (Krvavac II)
- Desne o Desena o Dessegno o Campo di Levante (Desne)
- Matievici o Mattievich (Matijevići)
- Momici (Momići)
- Podruinizza o Pierivenizza o La Ruinizza (Podrujnica)
- Villa Nova di Narona o Villa Nova o Novasella di Narenta (Nova Sela)
- Torre di Norino o Norino Torre (Kula Norinska)

### Comune di Trappano (Trpanj)

#### Insediamenti e località
Il Comune di Trappano comprende i seguenti insediamenti (naselja)
- Fassòla[78] o Duba di Sabbioncello (Duba Pelješka)
- Tarpanni o Trappano[79] (Trpanj), sede comunale
- Vrucizza Inferiore[51] (Donja Vrućica)
- Vrucizza Superiore[51] (Gornja Vrućica)

### Comune di Vallegrande (Vela Luka)

#### Insediamenti e località
Il Comune di Vallegrande di Curzola non è suddiviso in frazioni.

## Contea di Sebenico e Tenin (Šibensko-kninska Županija)

### Città e dintorni di Sebenico (Šibenik)
- Campagna (Njivice)
- Porto Carobér (Rogač)

#### Insediamenti e località
La città di Sebenico è costituita anche da insediamenti (naselja):
| - Bargnizza o Bergnizza o Bragna (Brnjica) - Boraia o Borroia o Borraia (Boraja) - Brodarizza o Salinecca (Brodarica) - Campo d'Abbasso o Campo di Sotto o Campo di Fieno (Donje polje) - Castell'Andreis Castello Andreis o Castellandreis (Jadrtovac) - Capri (o Capri di Dalmazia, Caprie) (Kaprije) - Crappano o Crapano (Krapanj) - Ciurglievo o Zuerglievo (Čvrljevo) - Cognevrata o Cognorata o Torrette dei Morlacchi (Konjevrate) - Danilo o Danillo o San Daniele di Sotto (Danilo) - Danilo Biragni o San Daniele Biragno o Danillo Biragn (Danilo Biranj) - Danilo Craglizze o San Daniele Reale o San Daniele dei Re (Danilo Kraljice) - Dubrava di Sebenico (Dubrava kod Šibenika) - Gorris o Goris o Madonna di Sebenico (Goriš) - Gradina o Romia (Gradina) - Grebastizza o Grebaschia o Sebenicovecchio (Grebaštica) | - Lepenizza (Lepenica) - Losovazze o Losovaz o Loggiovano o Losovazzo o Lasovasso (Lozovac) - Marvenizze o Urnanze o Maravinza (Mravnice) - Percovich o Sperluschie (Perković) - Podine o Podina (Podine) - Radonich o Radignolo (Radonić) - Raslina o Rassina o Rossina o Rasolini o San Michele (Raslina) - Sebenico (Šibenik), sede civica e comunale - Slarino o Zlarino (Zlarin) - Sitno Inferiore o Sitno Ponente (Sitno Donje) - Slivno di Sebenico o Slivia di Sebenico o Slivia di Sottotartaro (Slivno) - Verpoglie o Verpoglia di Sebenico o Verpoglie Andreis o Villa Andreis (Vrpolje) - Versno o Ursino o Versan (Vrsno) - Zaborich o Zaborici o Porto Caciol o Porto Cazziol (Žaborić) - Zaton o Zatton ponentale (Zaton) - Zuri (Žirje) |

#### Circoscrizioni o Quartieri o Rioni
A sua volta, la frazione di Sebenico è suddivisa nelle seguenti circoscrizioni, quartieri o rioni: 
- Centro Città o Città Vecchia (Grad)
- Baldacchino (Baldekin)
- I Frati (Klobušac)
- Le Meterisse (Meterize)
- Maggiorìa (Mažurica)
- San Francesco (Pušac)
- San Rocco (Rokić)
- Santa Croce (Križ)
- Santa Maddalena (Mandalina)
- San Vito (Vidici)
- Terra Nera (Crnica)
- Terre Bianche (Bioci)
- Vescovà (Skopinac)

### Città di Dernis (Drniš)

#### Insediamenti e località
Il territorio cittadino e comunale è suddiviso in frazioni (naselje):
| - Badeon di Dernis o Badagni o Badagna o Badagn (Badanj) - Biocich o Torrichia di Tenin (Biočić) - Bogatich o Sant'Arcangelo alle Bugne (Bogatić) - Bristana o Bristane o Locato (Brištane) - Cadina Glavizza Magno di Dernis o Sinozio o Cadinaglavizza o Veradizza (Kadina Glavica) - Cagnane o Cagnana (Kanjane) - Caocine o Caucia o Coasine o Cauzzina (Kaočine) - Caralich (Karalić) - Cluzzi di Dorno o Cliuch o Cluz (Ključ) | - Crische (Kričke) - Dernis (Drniš) - Drinovizzi o Drinovozzi o Dorno o Druignano (Drinovci) - Lisgnago o Lisniac o Lisniaco o Lisgnacco (Lišnjak) - Mioccich o Miocich (Miočić) - Noscalico o Norzi o Orto dell'Ospedale (Nos Kalik) - Parcici di Dernis / Parčić (Parcich) - Pocrovenico o Pocroniga o Pocronico (Pokrovnik) - Radonich o Radignolo o Radignol (Radonić) | - Sedramich (Sedramić) - Siverich o Sivericchio (Siverić) - Siritovizzi o Siraconzi (Širitovci) - Sticovo o Sticoda o Sustaga (Štikovo) - Tepliu o Tepluo (Tepljuh) - Terbugne o Trebocconi di Dernis o Tre Bocconi o Tribullio o Tribagno o Tribuie (Trbunje) - Vellussich o Velissa (Velušić) - Villa Pacovo o Campo dell'Impiccato o Paucesello o Paucesillo o Paucosello o Pacovo Sello o Pavcovosello (Pakovo Selo) - Villa Granaria o Zitinich o Zitnich o Il Poggio (Žitnić) |

### Città di Tenin o Tina o Chnin (Knin)

#### Insediamenti e località
La città di Tenin è suddivisa in frazioni (naselja):
- Covacich[88] o Capitùl o Capitolo (Kovačić)
- Gliubaz[36] o Villa Giuba di Tenin o Forte Giuba o Giubba (Ljubač)
- Gollubich o Villa dei Colombi (Golubić)
- Ocestovo o Chiesto o Ochiestovo o Villa delle Pecorelle (Očestovo)
- Plavno o Plauno (Plavno)
- Podcogne[89] o Montecavallo o Potcogne (Potkonje)
- Poglie di Tenin o Kninscopoglie[36] o Campo di Tenin o Campogrande (Kninsko Polje)
- Polazza[90] o Palazzo Romano o Pollaza (Polača)
- Radiglievaz[37] o Radigliana o Raduglio o Bagallato (Radljevac)
- Stermizza[37] (Strmica)
- Tenin (Knin), sede comunale
- Verpoglie[91] Verpoglie di Tenin o Campo di Mezzogiorno (Vrpolje)
- Zagrovich o Guardiavecchia (Žagrović)

### Città di Scardona (Skradin)

#### Insediamenti e località
La città di Scardona è composta dalle seguenti località:
- Bachimieo o Plastovo (Plastovo)
- Brebério[92][93] o Brebéra (Bribir) (dal toponimo latino Breberia o Varvaria)
- Campo di Scardona o Campagna di Scardona o Pago di Scardona o Poglie di Scardona (Skradinsko polje)
- Carraia o Iccevo o Ichievo (Ićevo)
- Chércovich o Cricovi o Cherca (Krković)
- Convento d'Ostro o Bratiscovizzi o Brattiscouzzi o Bratiscovzi[94] (Bratiškovci)
- Gorizze (Gorice)
- Graciaz di Scardona o Paludo di Scardona o Graciazzo o Paludo di Procgliano (Gračac)
- Làgevaz o Lagevacci o Lagievzi (Lađevci)
- Lugo di Procleano_[Procgliano] o Lugo di Lago Scardonio o Dubravizza (Dubravice)
- Medara o Meggiare o Megiare o La Magiara (Međari)
- Piramatozzi o Promotuzzi o Vigarona (Piramatovci)
- Poglie di Scardona o Campagna di Scardona (Skradinsko Polje)
- Rupia al Tizio o Rupe Sant'Antonio o La Ruppa (Rupe)
- San Bartolo di Sdrappàn o Sdrapagno o San Bartolo di Sdrappagno o Zdrapagna o Sdrapagn (Ždrapanj)
- San Giovanni in Pena o Biccine o Convento di Procgliano (Bićine)
- Scardona (Skradin)
- Sòncovich (Sonković)
- Vazzani o Vecchiana o Vachiane o Azzano (Vaćani) (dal toponimo latino Acianum)
- Vellaglava o Colgrande o Velicoglava o Vellica Glava (Velika Glava)
- Zassich o Zaxich o Salvizza (Žažvić)
- Zizzovara o Cisuare o Zizzuare (Cicvare)

### Città di Vodizze (Vodice)

#### Insediamenti e località
La città di Vodizze è diviso in insediamenti (naselja):
| - Campagna o Gnivizze (Njivice) - Cista Grande di Scardona o Pelazza Maggiore (Čista Velika) - Cista Piccola di Scardona o Pelazza Minore (Čista Mala) - Gacelesi o Gaccelesi o Sanagran (Gačelezi) - Grabovizzi o Grebouzzi o Grabouzi o La Turcaccia (Grabovci) - Luca o Provicchio Luca (Prvić Luka) - Porto Carobér (Rogač) - Sepurine o Provicchio Seporine (Prvić Šepurine) - Sirma o Porto Battifér o Boracca (Srima) - Vodizze (Vodice) |

### Comune di Bilizze o Billizze o Santa Caterina di Sebenico (Bilice)

#### Insediamenti e località
Il Comune di Bilizze o Billizze non è suddiviso in frazioni.

### Comune di[Vescovia o Biscupia o Piscopia o Campo delle Cinque Chiese (Biskupija)

#### Insediamenti e località
Il Comune di Biscupia è suddiviso in frazioni (naselja):
- Vescovia o Biscupia o Piscopia di Tenin o Campo delle Cinque Chiese (Biskupija)
- Marcovaz o Marcovazzo o San Marco al Prato (Markovac)
- Orlich[98] o Orlici o Paludo di Cossovo (Orlić)
- Ramegliane o Ramgliane[99] o Ramiane di Tenin o Ramignana o Romione (Ramljane)
- Rigiane[100] o Rudignane o Riggiane o Ruggiane o Rugignane o Rogne (Riđane)
- Usdoglie[101] o Sdoglie o Vadoglio o Uzdogli (Uzdolje)
- Svierinaz o Sferenzo di Tenin o Cossovo di Tenin (Zvjerinac)
- Verbenico[102] (Vrbnik)

### Comune di Capocesto (Primošten)

#### Insediamenti e località
Il Comune di Capocesto è suddiviso in frazioni (naselja):
- Capocesto o Cavocesto (Primošten)
- Capocesto Burgni (Primošten Burnji)
- Cruscevo o Villa Treboschi o Crussevo (Kruševo)
- Siroche o Sirocca o Strissura o Strassar (Široke)
- Vadagli o Vadaglio o Vadallo o Vadoglio (Vadalj)
- Vesaz o Vesazzo o Visazzi o Vessaz (Vezac)

### Comune di Civigliane o Cigliane o Cividale di Dalmazia (Civljane)

#### Insediamenti e località
Il Comune di Civigliane è suddiviso in frazioni (naselja):
- Civigliane[87] o Cigliane o Cividale di Dalmazia o Civiane o Civgliane
- Zetina o Sorgente Cettina o Centina (Cetina)

### Comune di Chievo o Felavonia (Kijevo)

#### Insediamenti e località
Il Comune di Chievo non è suddiviso in frazioni.

### Comune di Chistagne (Kistanje / Кистање)

#### Insediamenti e località
Il Comune di Chistagne è suddiviso in frazioni (naselja):
- Biovicinosello o Biocinosello[103](Biovičino Selo)
- Cacagno o Cacagni (Kakanj)
- Chergnieuve o Corgneù o Cargneve (Krnjeuve)
- Chistagne (Kistanje)
- Collacchia o Colassaz (Kolašac)
- Geversche o Gevresche o Corubrata (Đevrske)
- Gossich o Gossici (Gošić)
- Ivossevizzi o Ivosseuzzi o Le Coste (Ivoševci)
- Nunich o Nunnici (Nunić)
- Parcici o Parcich (Parčić)
- Smerdeglie o Lentischeto o Smardeglia (Smrdelje)
- Varivode o Varivoda o Varavoglia o Molini (Varivode)
- Villa Modrino o Modrinosello (Modrino Selo)
- Zeccevo o Zecevo o Ottavada (Zečevo)

### Comune di Ervenico (Ervenik)

#### Insediamenti e località
Il Comune di Ervenico è composta dai seguenti insediamenti (naselja):
- Ervenico (Ervenik), sede comunale
- Mocro Poglie o Campopaludo o Mocropoglie o Campo Piccolo (Mokro Polje)
- Oton o Otton (Oton)
- Pagene o Pagine (Pađene)
- Raducich (Radučić)

### Comune di Morter-Incoronate o Mortero (Murter-Kornati)

#### Insediamenti e località
Il Comune di Morter-Incoronate è composta dalle seguenti località (naselja): 
- Incoronate (Kornati)
- Morter o Mortero o Morter dell'Isola o Morterre (Murter)[87]

### Comune di Slosella (Pirovac)

#### Insediamenti e località
Il Comune di Slosella, o Pirovazzo o Zlosella (Pirovac già Zlosela), è suddiviso in frazioni (naselja):
- Casich o Cassici o Casicchio, Cazzichi o Panara o Castellina (Kašić)
- Slosella o Pirovazzo (Pirovac già Zlosela)
- Puticiagne o Putizagna o Puttizzana o Puttizzane o Pudizagne o Putizzagna (Putičanje)

### Comune di Promina o Promona (Promina)

#### Insediamenti e località
Il Comune di Promina, o anche Promona, è suddiviso nelle seguenti frazioni (naselja):
- Bobodol (Bobodol)
- Boghetich o Bogezzi (Bogetić)
- Citluco o Ciclut o Citluch o Gabella (Čitluk)
- Liubotich o Lubbotich o Villa degli Amori o Gliubotich (Ljubotić)
- Lucar o Lùccari (Lukar)
- Matasse o Mattase (Matase)
- Matrovo o Meratovo o Martovo (Mratovo)
- Oclai o Promona o Promina (Oklaj)
- Pugliane o Archi Romani (Puljane)
- Rasvoge o Rasuagge (Razvođe)
- Succonouzzi o Suconovizzi (Suknovci)[87] o Sucanovaz

### Comune di Rogosnizza (Rogoznica)

#### Insediamenti e località
Il Comune di Rogosnizza, o anche Ragosnizza, è suddiviso in frazioni (naselja):
- Devornizza o Dvornizza o Le Castella (Dvornica)
- Giarebigniacco o Giarebigna o La Villa o Villanuova o Villenuove (Jarebinjak)
- Losnizza o Losnizze o Porto San Niccolò o San Niccolò della Rogosnizza o Santa Annunziata (Ložnice)
- Oglauzzi o Oglavizzi o Galussi (Oglavci)
- Podglavizza o Glavizza o Caciòl (Podglavica)
- Podorliaco o Podorgliacco o Farazze o Farisol (Podorljak)
- Rasagna o Rasagni o Rassagni o Capofigo o Porto Moaro o Porto Moero (Ražanj)
- Rogosnizza[35] o Ragosnizza[104] o Rogosnizza di Sebenico (Rogoznica)
- Sapina Dozza o Santa Maria di Lenigo (Sapina Doca)
- Zeccevo di Rogosnizza o Zecevo di Rogosnizza o Punta Levrera o Punta Radoni (Zečevo Rogozničko)

### Comune di Rusich o Russich o Russici (Ružić)

#### Insediamenti e località
Il Comune di Rusich o Russich è suddiviso in frazioni (naselja):
- Balzi o Baglizzi o Balci o Balche (Baljci)
- Ciavoglave o Cerloglava o Zavoglave o Ciavoglave o Montepuntido (Čavoglave)
- Cliache o Chiazzi o Clacche (Kljake)
- Gardazzo di Dernis o Gradazzo o Gradaz (Gradac)[87], sede comunale
- Mirillovich al Piano o Mirillovich in Campagna o Mirlovich Poglie (Mirlović Polje)
- Monsegi o Mosech o Monsecco (Moseć)
- Otavizze o Ottavizze o Ottovizza (Otavice)
- Rusich o Russich o Russici o Rusici (Ružić)
- Umeliane o Umliane o Umlianovich o Umiglianovich o Umliano (Umljanović)

### Comune di Stretto (Tisno / Tijesno)

#### Insediamenti e località
Il Comune di Stretto è suddiviso in frazioni:
- Bettina[105] (Betina)
- Daslina o Valle dei Veranzio (Dazlina)
- Dubrava di Stretto o San Giovanni di Sebenico o Dubravia (Dubrava kod Tisna)
- Gessera[106] o Geserà[107] o Gessera di Morter (Jezera)
- Prossica o Porto Fengo (Prosika)
- Stretto o Stretto di Lozze (Tisno)

### Comune di Trebocconi (Tribunj)

#### Insediamenti e località
Il Comune di Trebocconi o Tribagno non è suddiviso in frazioni

### Comune di Unessich (Unešić)

#### Insediamenti e località
Il Comune di Unessich è suddiviso in frazioni (naselja):
- Cevriglievo o Zerlevo o Zuarglievo o Zuerglievo o Zverglievo o Sferglievo (Čvrljevo)
- Copriano o Coperno o Coparno (Koprno)
- Liubostigne o Lubostine (Ljubostinje)
- Mirillovich in Montagna o Mirlovich Zagora (Mirlović Zagora)
- Nevesto o Nevest o Neveste o Santa Maria (Nevest)
- Ostrogassizza (Ostrogašica)
- Planiane (Plagnane / Plagnana) Inferiore (Donje Planjane)
- Planiane (Plagnane / Plagnana) Superiore (Gornje Planjane)
- Podumizzi o Podumzi o Moni (Podumci)
- Unessich o Ugnessich o San Giorgio (Unešić)
- Utore (Uttore) Inferiore (Donje Utore)
- Utore (Uttore) Superiore (Gornje Utore)
- Vinovo Inferiore o Vinò Inferiore (Donje Vinovo)
- Vinovo Superiore o Vinò Superiore (Gornje Vinovo)
- Vissoca o Vissocca o Visignana (Visoka)
- Zera o Cera o Cerra (Cera)

## Contea Spalatino-dalmata (Splitsko-dalmatinska Županija)

### Città e dintorni di Spalato (Split)

#### Insediamenti e località
Il territorio comunale di Spalato è suddiviso in frazioni o insediamenti (naselja):
- Benne [Punta e Valle] (Rt Bene, Uvala Bene)
- Sasso[108] (Kamen)
- Sitno (Stino) Inferiore (Donje Sitno)
- Sitno (Stino) superiore (Gornje Sitno)
- Slatine o Slattine (Slatine)
- Spalato (Split), sede civica e comunale
- Srignine[109] o Serenine (Srinjine),
- Stobrez, Stobrezio, Epezio Strobez[110] (Stobreč)
- Val Cassion (Uvala Kašuni)
- Zernovnizza o Xernovnizza[111] o Gernovizza (Žrnovnica)[112].

#### Circoscrizioni o Quartieri o Rioni
A sua volta, la frazione città di Spalato è suddivisa nelle seguenti 28 circoscrizioni o quartieri (gradski kotari):
- Centro Storico: Città Vecchia e Città Nuova (Grad)
- Cittavecchia, Città Vecchia, Palazzo (Starigrad, Grad) [rione cittadino]
- Cittanuova, Città Nuova (Grad o Novi Grad [rione cittadino]
- Borgo Grande[114] (Varoš) [rione cittadino]
- Borgo Luciaz, Lucas, Luzaz[114] (Lučac) [rione cittadino]
- Borgo Manus[114] (Manuš) [rione cittadino]
- Borgo Pozzobon (Dobri) [rione cittadino]
- Botticelle[114] (Bačvice)
- Canneto, Calameto (Trstenik)
- Caprario, Caban (Kman)
- Castel Capogrosso (Kaštelet)
- Cucine, Cuccine al Caluder (Kučine)
- Cazzana (Kocunar)
- Contrada Cavosoli (Mejaši)
- Contrada Cila (Pujanke)
- Campanana (Ravne njive)
- Firule (Firule)
- Giugnano (Žnjan-Pazdigrad)
- Grippi[114] (Gripe)
- I Colli (Brda )
- Làcoli o San Pietro degli Stagni (Lokve)
- Lo Stagno-La Scrappa (Blatine-Škrape)
- Lovretti[115] (Lovret)
- Marian, Mariano [Monte e Punta] (Marjan, Rt Marjan)
- Meie, Meje o San Martino e Cosimo (Meje)
- Mirculano (Mertojak)
- Monticello (Visoka)
- Muclalonga (Plokite)
- Paludi, Palude (Polijud)
- Punta Paludi, Palude (Rt Poljud)
- Santo Stefano (Sustipan)
- Scalizze (Skalice)
- Scine, Sine (Šine)
- Scogli Scille (Šilo)
- Seròbigla (Sirobuja)
- Smocovico (Smokovik)
- Spalato 3 (Split 3)
- Seldirini (Sućidar)
- Spinutti, Spinut, Spinuti[115] (Špinut)
- Valle dei Paludi (Luka Poljud)
- Vallisella (Neslanovac)
- Vallo (Bol)
- Vragnizza (Vranjic)

### Città di Almissa (Omiš)

#### Insediamenti e località
La città di Almissa è costituita da insediamenti (naselja):
| - Almissa (Omiš) - Almissa Piccola (Stanići) - Ballarini o Pissag o Porto San Marco (Pisak) - Blato di Cettina o Blatta della Cétina (Blato na Cetini) - Borizze o Borizza o San Francesco o Borac o Monte di Almissa (Borak) - Castello dei Morlacchi o Pogragge alla Cettina o Podgraggie (Podgrađe) - Cellina o Cellena o Chiellina o Collina (Čelina) - Císola o Cisla (Čišla) - Costagne o Castagna (Kostanje) - Cuccichie o Cucicchie o Cucischie(Kučiće) - Dolaz Inferiore Bravari o Dognidollaz (Donji Dolac) - Dolaz (Dollaz) Superiore o Bravari Superiore (Gornji Dolac) - Dúbrava (Dubrava) - Gattà (Gata) - Loqua o Rappa o Porto Rappa - (La) Rogosnizza di Almissa (Lokva - Rogoznica) - Marussich o Santa Maria di Rogosnizza (Marušići) | - Mimizza o Mimizze o Porto San Francesco (Mimice) - Naclizze (Naklice) - Nova Sela o Novasella alla Cettina (Novasella) - Ostervizza o Ostrovizza di Gattà (Ostrvica) - Podaspiglia o Podaspiglie (Podašpilje) - Putacco o Puttissich (Putišići) - Seozza o Selazza o Sevozza (Seoca) - Seriane o Sriane o Sriani (Srijane) - Sfinischie o Svinischie (Svinišće) - Smologna (Smolonje) - Suesagne o Zvezagne (Zvečanje) - Trambusi o Tarbusi o Tarnabusi o Tarnbusi (Trnbusi) - Trusa o Túgari (Tugare) - Visecchio o Slime (Slime) - Zacunza o Zacuzaz o Zacuciaz o Orti di Almissa o Passo della Cettina (Zakučac) |

### Città di Castelli o Le Castèlla o Baia dei Castelli o Sette Castelli (Kaštela)

#### Insediamenti e località
La città di Castelli è suddivisa in sette frazioni (naselja):
- Castel Abbadessa o Castell'Abbadessa (Kaštel Gomilica)
- Castel Cambio o Castelcambio (Kaštel Kambelovac)
- Castel Nuovo o Castelnuovo di Traù o Castelnuovo della Riviera (Kaštel Novi)
- Castel San Giorgio _/ della Riviera (Kaštel Sućurac), sede comunale
- Castel Stafileo o Castel Staffileo (Kaštel Štafilić)
- Castel Vecchio _/ di Traù (Kaštel Stari)
- Castel Vitturi (Kaštel Lukšić)

### Città di Cittavecchia o Cittavecchia di Lesina, nel vernacolare "Paiz" (Stari Grad)

#### Insediamenti e località
La città di Cittavecchia è costituito da 6 insediamenti (naselja): 
- Cittavecchia di Lésina (Stari Grad)
- Castelbianchini o Rudina (Rudina)
- Selza di Cittavecchia o Selsa di Cittavecchia (Selca Kod Starog Grada)
- Sfirza (Svirče)
- Val Sant'Anna (Dol)
- Verbagno (Vrbanj)

### Città di Comisa (Komiža)

#### Insediamenti e località
La città di Comisa è diviso in insediamenti, tra cui anche isole, (naselja):
| - Busi (Biševo) - Borovico o Borrovich o San Giorgio (Borovik) - Dubocca [o Marincovich] o Duboca o La Fonda (Duboka) - Comisa (Komiža) - Porto Chiave (Oključna) | - Pelagosa (Palagruža) - Piedicolmo (Podhumlje) - Pospiglie (Podšpilje) - S. Andrea (Sveti Andrija) - Zenaglava [o Sfilicich/Sena Glava] o Zena Glava o Sena Glava o Santa Maria (Žena Glava) |

### Città di Imoschi (Imotski)

#### Insediamenti e località
La città di Imoschi è suddivisa nelle seguenti frazioni (naselja):
- Glavina Inferiore o Glavina di sotto (Glavina Donja)
- Glavina Superiore o Glavina di sopra (Glavina Gornja)
- Imoschi o Imota o Aimota (Imotski)
- Valle d'Imoschi o Valle Meduidovicia (Medvidovića Draga)[112].
- Vignani (Vignane) Inferiore (Donji Vinjani)
- Vignani (Vignane) Superiore (Gornji Vinjani)

### Città di Lesina (Hvar)

#### Insediamenti e località
La città di Lèsina è diviso in insediamenti (naselja):
| - Brusie o Bruscia o Bruse (Brusje) - Carpine Grande o Grabie Grande o Grabia Granda o Madonna dei Turchi (Velo Grablje) - Carpine Piccolo o Grabie Piccolo o Grabia Piccola (Malo Grablje) - Lesina (Hvar) - Milna di Lésina o Valdimaistro (Milna) - Santa Domenica (Sveta Nedjelja) - Zaracce o Zarachie o Madonna di Lesina o Porto Santa Maria (Zaraće) |

### Città di Lissa (Vis)

#### Insediamenti e località
La città di Lissa comprende i seguenti insediamenti (naselja):
| - Dracevo Poglie o Campo Spinoso (Dračevo Polje) - Lissa (Vis) - Milna di Lissa (Milna) - Plisco Poglie o Siminiatti o Campo Grande o Banda Grande (Plisko Polje) - Podiseglie o Villabassa o Campogrande della Madonna (Podselje) - Podistrasie o Postrassa o Porto Manego (Podstražje) - Rogacich o Porto Carober (Rogačić) - Rucavaz o Rucavazzo o San Rocco (Rukavac) - Terre Mariane o Marigne Zemlie (Marinje Zemlje) |

### Città di Macarsca (Makarska)

#### Insediamenti e località
La città di Macarsca comprende gli insediamenti (naselja): 
- Macarsca (Makarska)
- Grande Berdo o Monte Grande, o Vellobarda o Vallobarda o Velcoberdo (Veliko Brdo)[112]

### Città di Salona (Solin)

#### Insediamenti e località
La città di Salona è oggi suddivisa nelle seguenti frazioni (naselja) di: 
- Blazza (Blaca)
- Cùccine o Molini al Calluder o Cuccine al Calluder (Kučine)
- Maravinze (Mravince)
- Nonese o Nincevich (Ninčevići)
- Rupettina (Rupotina)
- Salona (Solin), sede comunale
- San Caio (Sveti Kajo)
- Vragnizza (Vranjic)

Nel passato, in una pubblicazione del 1892 riportata da Giuseppe Modrich, il municipio di Salona era costituito da 9 insediamenti (naselja): 
- Blancusa (Bilankuša)
- Cùccine al Calluder o Molini (Kučine)
- Giapirgo[37] o Iapirco (Japirko)
- Maravinzi (Mravinci)
- Nonese (Ninčevići)
- Rupettina (Rupotina)
- Salona (Solin)
- San Caio (Sveti Kajo)
- Venezia Piccola o Vragnizza (Vranjic)

### Città di San Pietro della Brazza (Supetar)

#### Insediamenti e località
La città di San Pietro della Brazza è costituito da seguenti insediamenti (naselja): 
- San Pietro della Brazza (Supetar)
- Mirza (Mirca)
- Porta di Spalato o Splisca (Splitska)
- Scripea o Scirpea (Škrip)

### Città di Signo (Sinj)

#### Insediamenti e località
La città di Signo è suddiviso in frazioni (naselja):
- Bajaghich[35] o Gradizza (Bajagić)
- Bernazze[35] (Brnaze)
- Caracascizza o Guriazza o Caracasizza o Casali Zingari o Clepussa (Karakašica)
- Equo Sinozio[128] o Citluh di Signo (Čitluk)
- Glavizza[35] _/di Signo o Glavizze (Glavice)
- Gliev[35] Glevo o Gluovi o Gluorario (Gljev)
- Iassensco o Giassenizze o Iassenco o Iassenisco (Jasensko)
- Luzzane[37] o Luciane o Lucchiane o Lucciane (Lučane)
- Obbrovazzo o Obbrovaz[35][129] o Obbrovazzo di Signo (Obrovac Sinjski)
- Radossi o Radossich[35] o Villa Cigo o Villacigo (Radošić)
- Signo o Sign o Signa o Signi (Sinj)
- Sugaci o Sucaci o Campogrande di Signo (Suhač)
- Turiazzi o Torrazzi o Turiache (Turjaci)
- Zellovo o Zelovo o Castello di Sfila (Zelovo)

### Città di Traù (Trogir)

#### Insediamenti e località
La città di Traù è diviso in insediamenti (naselja):
- Arona o Bagno di Bua (Slatine), nell'isola di Bua (Čiovo)
- Albania[130] o Arbania (Arbanija), nell'isola di Bua (Čiovo)
- Divuglie o Divulie o Porto Cavalier (Divulje)
- Plano o Dimonte (Plano)
- Santa Croce[131] o Maestrale del Pantano (Mastrinka), nell'isola di Bua (Čiovo)
- Traù (Trogir)
- Zedno o Nogaro o Nogara o Arbonia (Žedno), nell'isola di Bua (Čiovo)
- Zirona Grande (Drvenik Veliki), nell'isola omonima
- Zirona Piccola o Plocia (Drvenik Mali (Ploča)), nell'isola omonima

### Città di Treglia o Treglia della Cettina (Trilj)

#### Insediamenti e località
La città di Treglia è suddivisa nelle seguenti frazioni (naselja) di:
| - Bisco o Bisso (Bisko) - Budimir o Budimiro o San Michele (Budimir) - Camensco o Camesco o Sfilleo o Sfila (Kamensko) - Ciacevina o Zassina o Zazzina o Zazuina (Čačvina) - Ciaporizze o Chiaparizza o Chiapporizza o Zaporizze (Čaporice) - Cosciute o Cassute o Cossute o Cosciute o Cossotti o Cossuta (Košute) - Crivodol o Valtorta o Crividoli o Crividuol o Grividal (Krivodol) - Gardun o Villa Gardun (Gardun) - Grab o Palù di Signo o Grab di Treglia (Grab) - Iabuca o Giabuca o Giabucco o Castel Grimani o Castelgrimani (Jabuka) - Liuto (Ljut) - Novasella _/alla Cettina o Novavilla di Treglia (Nova Sela) - Podi o Puodi (Podi) | - Rose (Rože) - Strisirepo o San Rocco dei Morlacchi o Strisirep o Strizirepi (Strizirep) - Starmendolaz Vallerta o Starmendolazzo (Strmendolac) - Tiarizza o Tiarizze (Tijarica) - Treglia o Treglia della Cettina o Tregl o Trigl (Trilj) - Ugliane o Ugliani (Ugljane) - Vedrine o Ugliana (Vedrine) - Velich o Vellici (Velić) - Vinine (Vinine) - Voinich di Signo o Voinici di Signo (Vojnić Sinjski) - Vostane o Voschiane (Voštane) - Vrabaz o Vrabazzo o Rabaz (Vrabač) - Verpoglie _/di Signo (Vrpolje) |

### Città di Vergoraz o Vergorazzo (Vrgorac)

#### Insediamenti e località
La città di Vergoraz è divisa nesi seguenti insediamenti (naselja):
- Bania o Bagna (Banja)
- Clienaco o Clegna o Tuttisanti di Rapsa (Kljenak)
- Cosizza[35] [o Cozizza[135]] o Cosizza Vecchia o Casina Vecchia (Kozica)
- Cottesi o Cotese o Cotessi o Koteze[136](Kotezi)
- Cottesio[37] o Cutaz[137] (Kutac)
- Dragliane[138] o Dragagline o Dragaline (Dragljane)
- Drasevitici o Drasevitich (Draževitići)
- Dussina[139] o Dacona[37] (Dusina)
- Gnive Lunga o Campolungo o Dughegnive (Duge Njive)
- Grande Prologo o Proluogo Grande (Veliki Prolog)
- Mijazza o Miazza (Mijaca)
- Orra[35] o Ora (Orah)
- Podiprologo o Montecastello o Piediproluogo (Podprolog)
- Poglizza di Cosizza o Casina Nuova (Poljica Kozička)
- Prapatenizze o Prapainizza o Filigara (Prapatnice)
- Rascane o Raschiane (Rašćane)
- Ravicia o Raucchia o Rapsa (Ravča)
- Stilli[126] o Stigli o Stiglie o Stiglia o Steo o Steu (Stilja)
- Ullacca[126] o Coccorissa o Coccorich (Kokorići)
- Umeciani o Vinzane o Sanoberdo o Sanobereto (Umčani)
- Vina (Vina)
- Visnizza o Vissenizza o Visnizza o Visgnizza (Višnjica)
- Vlacca (Vlaka)
- Vergoraz o Vergorazzo (Vrgorac)
- Zavoiane o Zavojane[35] o Savoiane o Villa delle Streghe (Zavojane)

### Città di Verlicca (Vrlika)

#### Insediamenti e località
La città di Verlicca è suddivisa nelle seguenti frazioni (naselja):
- Cogliane[35] o Cagliana (Koljane)
- Cossore[35] o Cossare (Kosore)
- Gariaco o Gariago[37] o Gariak[35] o Gorizza dei Morlacchi (Garjak)
- Gesevich[35] o Preme o Pruni (Ježević)
- Maovizze[35] o Marovizza o Maovizza o Movizza (Maovice)
- Ottissich[35] o Forte Mocenigo o Otissich (Otišić)
- Podossoje[35] o Podossoie (Podosoje)
- Vinalich[35] o Vignole o Vinallich (Vinalić)
- Verlicca[35] (Vrlika)

### Comune di Bascavoda o Bestonio o Fontana di Bestonio (Baška Voda)

#### Insediamenti e località
Il Comune di Bascavoda, in passato anche Bestonio o Fontana di Bestonio, è suddiviso in frazioni (naselja):
- Basto (Bast)
- Bascavoda
o Bestonio[142]
o Fontana di Bestonio o Fontana di Macarsca o Porto Bestonio (Baška Voda)
- Bratus[143] o Blatus[37] (Bratuš)
- Chervavizza o Crama (Krvavica)
- Promagliena[144] o Promagna o Promana o La Maina (Promajna)

### Comune di Bergamet o Bergametto (Prgomet)

#### Insediamenti e località
Il Comune di Bergamet è suddiviso in frazioni (naselja):
- Bergamet o Bergametto o Pergametto o Santo Stefano del Campo (Prgomet)
- Bogdanovich o Bogdanovici o Montemordenia (Bogdanovići)
- Labin o Albona di Traù o Castro d'Albona (Labin)
- Sitno Levante o Sitno Superiore o Monteminudo (Sitno)_[Gornje]
- Troloque o Triloque o Triloqua o Trestagni o Trilocicca (Trolokve)

### Comune di Bossoglina (Marina)

#### Insediamenti e località
Il Comune di Bossoglina, o anche Basiliana o Bossiglina, è suddiviso in frazioni (naselja):
- Blisna[35] (Billisna) Inferiore o Visinado Inferiore o Blussina Bassa (Blizna Donja)
- Blisna[35] (Billisna) Superiore o Visinado Superiore o Blussina Alta (Blizna Gornja)
- Bossoglina[124] o Marina (Marina)
- Dograde o Duecastelli (Dograde)
- Cisterna[145] o Gusterna o Stelpona o Sterpin (Gustirna)
- Mandoler[146] o Vinischie (Vinišće)
- Mittola[37] o Mitlo[35] o Midolo o Mitlo o Mido o Midol (Mitlo)
- Naievi o Mul Alto (Najevi)
- Poglizza[147] o Poglizza Marittima o San Luca di Ranisticio o Poglizze (Poljica)
- Posoraz[110] (Pozorac)
- Rastovaz[148] o Bluschie o Bluzzi o Bluci o Rastovazzo (Rastovac)
- Sevido o San Vito dei Traurini o Montelaghetto o Laghetto (Sevid)
- Svinzi[149] o Suinzi o Contrada Maiala (Svinca)
- Verscine[150] o Versine o Versina (Vrsine)
- Vinovaz[35] o Vinona (Vinovac)

### Comune di Brella (Brela)

#### Insediamenti e località
Il Comune di Brella, o Brelle, è suddiviso in frazioni (naselja):
| - Brella Inferiore o Brelle Inferiore o Breola Bassa (Donja Brela) - Brella Superiore o Brelle Superiore o Breola Alta (Gornja Brela) |

Brella Inferiore viene menzionata per la prima volta nel X secolo da Costantino Porfirogenito nell'opera De administrando imperio, col nome greco di Beroyllia (in latino Berullia)

### Comune di Cerchio (Okrug)

#### Insediamenti e località
Il Comune di Cerchio (secondo la vecchia grafia Ocruch) comprende i due centri abitati di:
- Okrug Donji (Cerchio Inferiore[155]) o (Cerchio Basso) o [Podan Inferiore], sede comunale
- Okrug Gornji (Cerchio Superiore) o (Cerchio Alto) o [Podan Superiore]

### Comune di Cista d'Imoschi o Provè (Cista Provo)

#### Insediamenti e località
Il Comune di Cista d'Imoschi è suddiviso in frazioni (naselja):
- Arzanò[156] o Erzano (Aržano)
- Biorine o Rovine di Albi o Biorina (Biorine)[157]
- Cista d'Imoschi o Provè (Cista Provo)
- Cista Grande[158] o Cista di Paratalassia o Montebittione (Cista Velika)
- Dobragne[159] (Dobranje)
- Svibo o Suib o Sub o Montevipera (Svib)

### Comune di Clissa (Klis)

#### Insediamenti e località
Il Comune di Clissa è suddiviso in frazioni (naselja):
- Brestane o Berstanovo (Brštanovo)
- Brocianaz o Bruchianaz o Brochianaz o Brocianazzo (Veliki Broćanac)
- Clissa (Klis)
- Dogobabe o Dugobabe o Vecchialunga o Le Streghe (Dugobabe)
- Coinsco[160] o Cognisco o Quosco (Konjsko)
- Corusce o Corù -Mezzodi\-Tramontana o Corusse (Korušce)
- Nisco o Nisca o Nisso (Nisko)
- Prugova[37] o Prugovo o Brecchia (Prugovo)
- Uccevizza o Vucevizza (Vučevica)

### Comune di Dismo o Dizmo (Dicmo)

#### Insediamenti e località
Il Comune di Dizmo (nel passato Dismo) è suddiviso in frazioni (naselja):
- Crai[163] o Paese (Kraj), sede comunale
- Crusvar o Dismo Superiore o Crùsvari (Krušvar)
- Erzano[164] (Ercegovci)
- Ossoie (Osoje)
- Prissoie[165] (Prisoje)
- Sizzane[37] o Siciane o Sicchi o Sichi (Sičane)
- Sussi o Susci o Suszi o Villa Santa (Sušci)

### Comune di Duare (Zadvarje)

#### Insediamenti e località
Il Comune di Duare non è suddiviso in frazioni.

### Comune di Dugopoglie o Villachiudi (Dugopolje)

#### Insediamenti e località
Il Comune di Dugopoglie è suddiviso in frazioni (naselja):
- Copriono[169] o Copriuno o Coparno (Koprivno)
- Cotlenizze[170] o Coltenizze o Cottole o Cottlenizze (Kotlenice)
- Dugopoglie_/di Signo o Pian di Dugo o Campo Lungo o Dugopaglia o Villachiudi (Dugopolje)
- Lisca (Liska)

### Comune di Ervazze o Ervazza (Hrvace)

#### Insediamenti e località
Il Comune di Ervazze (in italiano nota anche come Ervazza o Ervaze è suddiviso in frazioni (naselja):
- Bittelich Inferiore (Donji Bitelić)
- Bittelich Superiore[178] (Gornji Bitelić)
- Ervazze o Ervazza (Hrvace)
- Dabar o Dabre o Dabari (Dabar)
- Lactaz o Lactazza o Lacosezza o Lacosel o Lagutel (Laktac)
- Malcovo o Maglicovo o Zupaga (Maljkovo)
- Musterich[179] o Mustrici (Rumin)
- Potrauglie[180] o Potravie[37] o Potravlia o Potravaglie o Pòtaga (Potravlje)
- Satrich[180] o Satrici(Satrić)
- Vucipoglie[180] o Vuccipoglie (Vučipolje)
- Zasseocco[37] o Zassioco o Giatoca o Sassig (Zasiok)

### Comune di Gelsa (Jelsa)

#### Insediamenti e località
Il Comune di Gelsa è suddiviso in frazioni (naselja):
- Digno[184][185] o Ghedigno (Gdinj)
- Frisnig[186] (Vrisnik)
- Gelsa (Jelsa)
- Gromin Dolaz o Gromino o Spiaggia Pitti (Gromin Dolac)
- Ivan Dolaz[186] o Valgianni[37] (Ivan Dolac)
- Pitue o Pitte o Pitne[187] o San Giacomo (Pitve)
- Polizza[188] o Poglizza o San Vito (Poljica)
- Sfirze[189][190] o Sfirza (Svirče)
- Umazzo[191] Humazzo[44] o Colgrande (Humac)
- Verbosca[192][193] (Vrboska)
- Zastrasischie[194] o La Varda (Zastražišće)
- Zavala[195] Spiaggia[44] o Settevalli o Valdisol (Zavala)

### Comune di Grado o Gernochia (Gradac)

#### Insediamenti e località
Il Comune di Grado o Porto Grado, anche Grado di Labinezza, in passato Gradaz o Grado Dalmato o Grado di Dalmazia o Grado di Micole o San Michele è suddiviso in frazioni (naselja):
- Brista[42] _/di Paratalassia (Brist)
- Drivenico[199] _/di Paratalassia o Darvenico o Darvenik[200] (Drvenik)
- Grado[84] o Grado Dalmata o Grado di Dalmazia (Gradac)
- Podazza[201] (Podaca)
- Rastozza[202] o Chirico (Zaostrog)

### Comune di Gudel o Piedibablie o Pobabie (Podbablje)

#### Insediamenti e località
Il Comune di Gudel è suddiviso in frazioni (naselja):
- Cherscevani o Creschievani o San Crisogono (Hršćevani)
- Drum o Drum di Gudel o Drumo(Drum), sede comunale
- Grubine (Grubine)
- Ivanbegovina o Susgnari (Ivanbegovina)
- Ponte Camen o Ponte di Pietra (Kamenmost)
- Valtorta o Crivodol o Valle di Crivo (Krivodol)
- Gudel Inferiore o Piedibablie o Pobabie (Podbablje Gornje)
- Poglizza[203] o Poglizza d'Imoschi (Poljica)

### Comune di Lechievizza o Forte Nani (Lećevica)

#### Insediamenti e località
Il Comune di Lechievizza è suddiviso in frazioni (naselja):
- Cladgnizze[35] o Cladenizze o Cladignizze o Cianizze (Kladnjice)
- Divoevich[35] o San Giovanni di Divignano (Divojevići)
- Lechievizza[35] o Lecchievizza o Lecevizza o Forte Nani (Lećevica)
- Radossich[35] o Radossi (Radošić)

### Comune di Milnà o Milona (Milna)

#### Insediamenti e località
Il Comune di Milnà è suddiviso in frazioni (naselja):
- Bobovischie[208] _/della Brazza (Bobovišća)
- Porto di Bobovischie[209] (Bobovišća na Moru)
- Losischie[208] o San Giorgio della Brazza (Ložišća)
- Milnà[207] o Milona o La Brazza (Milna)
- Piedicolle[37] o Podicume (Podhume)

### Comune di Muci o Mucci Superiore o Mucci o Much (Muć)

#### Insediamenti e località
Il Comune di Muci o Much è suddiviso in frazioni (naselja):
- Bracevich o Bracevizza (Bračević)
- Ghisdavaz o Il Pùtaco (Gizdavac)
- Millessina (Milessina) Grande o Gradole (Velika Milešina)
- Millessina (Milessina) Piccola (Mala Milešina)
- Muci o Much Inferiore o Mucci Inferiore o San Pietro dei Mucci (Donji Muć)
- Muci o Much Superiore o Mucci Superiore (Gornji Muć)
- Neorich o Neorici o Sfimana (Neorić)
- Ogorie (Ogorgia) Inferiore (Donje Ogorje)
- Ogorie (Ogorgia) Superiore (Gornje Ogorje)
- Postigne Inferiore (Donje Postinje)
- Postigne Superiore o Villa dei Traurini (Gornje Postinje)
- Pribude o Bribodel (Pribude)
- Radunich (Radunić)
- Ramliane o Ramiane di Mucci o Ramigliane o Ramignana (Ramljane)
- Suttina o Svitana o Tuttisanti (Sutina)
- Zellovo o Zelovo (Zelovo)
- Zérivaz[37] o Zrivaz o Crivaz o Gerosa (Crivac)

### Comune di Neresi (Nerežišća)

#### Insediamenti e località
Il Comune di Neresi è suddiviso in frazioni (naselja):
- Cumaz Inferiore o Umazzo Inferiore o Poggio Inferiore (Donji Humac)
- Dracevizza della Brazza o Valdispina o Drachievizza (Dračevica)
- Neresi o Neresi alla Brazza (Nerežišća)

### Comune di Otocco o Isola al Tiluro o Isola alla Cettina (Otok)

#### Insediamenti e località
Il Comune di Otocco o di Otoco, o anche Isola, è suddiviso in frazioni (naselja):
- Corita o Coritta o Corrita (Korita)
- Gala o Galla (Gala)
- Isola al Tiluro od Otocco od Otoco o Isola alla Cettina (Otok)
- Overglia o Ovarglia (Ovrlja)
- Ruda (Ruda)
- Torre Udòvicich[37] o Udovicich o Udovisi o Morchia (Udovičić)

### Comune di Paludo o Loquiz o Loquizzi (Lokvičići)

#### Insediamenti e località
Il Comune di Paludo è suddiviso in frazioni (naselja):
- Berinovaz (Berinovac)
- Paludo o Loquiz[37] o Loquizzi o Loquicich (Lokvičići)
- Poboi (Poboji)
- Val Dolicia Inferiore (Dolića Draga Donja)
- Val Dolicia Superiore (Dolića Draga Gornja)

### Comune di Podigora o Piemonte Dalmata o Piedimonte di Dalmazia (Podgora)

#### Insediamenti e località
Il Comune di Podgora è suddiviso in frazioni (naselja):
- Drasnizze o Drasnizza (Drašnice)
- Igrane Inferiore o Igrane[215] o Igrana (Igrane)
- Igrane Superiore o Igrana al Passo (Gornje Igrane)
- Podigora o Piemonte Dalmata o Piedimonte di Dalmazia o Podgora (Podigora) di Macarsca (Podgora)
- Zivogosce o Svogoschia o Svogoscia o Svogosca o Fontana (Živogošće)

### Comune di Postire (Postira)

#### Insediamenti e località
Il Comune di Postire è suddiviso in frazioni (naselja):
- Posterna[217] o Dol della Brazza o Zule (Dol)
- Postire_/alla Brazza o Postira (Postira)

### Comune di Postrana (Podstrana)

#### Insediamenti e località
Il Comune di Postrana non è suddiviso in frazioni, ma in quartieri di:
- Gerbovaz[220] o Garbozzi o Gherbavaz (Grbavac)
- Gherglievaz[221] o Porto Croce (Grljevac)
- Miglievaz (Miljevac)
- Postrana Superiore o Postrana[222] o Montecroce di Postrana (Gornja Podstrana)
- San Martino[222] – Monte Grosso[223] (Sv. Martin – Mutogras)
- Strosanaz I[224] o Strossanaz o San Clemente (Strožanac I)
- Strosanaz II[224] o Strossanaz (Strožanac II)

### Comune di Primorschi-Dollaz o Vallari (Primorski Dolac)

#### Insediamenti e località
Il Comune di Primorschi-Dollaz non è suddiviso in frazioni.

### Comune di Prolosaz o Villa Franceschi (Proložac)

#### Insediamenti e località
Il Comune di Prolosaz è suddiviso in frazioni (naselja):
- Postragne (Postranje)
- Prolosaz (Prologiaz) Inferiore o Villa Franceschi Inferiore o Lago Sarchetto o Villa di Lago (Donji Proložac)
- Prolosaz (Prologiaz) Superiore o Villa Franceschi Superiore (Gornji Proložac)
- Ricizze[228] o Risizze (Ričice)
- Sumet o La Selve (Šumet)

### Comune di Pucischie (Pučišća)

#### Insediamenti e località
Il Comune di Pucischie è suddiviso in frazioni (naselja):
- Humazzo Superiore[232] o Umazzo Superiore (Gornji Humac)
- Prasnizze[233] (Pražnica)
- Pucischie (Pučišća)

### Comune di Punta Lunga (Dugi Rat)

#### Insediamenti e località
Il Comune di Punta Lunga è suddiviso in frazioni (naselja):
- Duchie[236] o Ducce o Duccie o Duzzo (Duće)
- Punta Lunga[44] (Dugi Rat)
- Jessenizze[237] o Gese o Gessenizze (Jesenice)

### Comune di Runovići o Novanio (Runovići)

#### Insediamenti e località
Il Comune di Runovici, anticamente Novanio è suddiviso in frazioni (naselja):
- Podosse[239] (Podosoje)
- Novanio o Runovici (Runović)
- Sliuno (Slivno)

### Comune di San Giorgio di Lésina (Sućuraj)

#### Insediamenti e località
Il Comune di San Giorgio di Lésina o San Giorgio della Lésina è suddiviso in frazioni (naselja):
- Bogomoglie o Tempio (Bogomolje)
- San Giorgio di Lésina (Sućuraj)
- Selsa di Tempio o Selza di Bogomoglie (Selca kod Bogomolja)

### Comune di San Giovanni della Brazza (Sutivan)

#### Insediamenti e località
Il Comune di San Giovanni della Brazza non è suddiviso in frazioni

### Comune di San Lorenzo Dalmata o San Lorenzo in Dalmazia (Lovreć)

#### Insediamenti e località
Il Comune di San Lorenzo Dalmata è suddiviso in frazioni (naselja):
- Dobrince o Dobrinzi o La Varda (Dobrinče)
- San Lorenzo Dalmata o Lovreci (Lovreć)
- Opana[240] o Opanzi (Opanci)
- Pian Orsaro[37] o Meudolaz o Medovedolaz o Medolza, Meduedolza (Medovdolac)
- Studenze[241] o Studenza o Studenzi o Sarraturco (Studenci)

### Comune di Seghetto (Seget)

#### Insediamenti e località
Il Comune di Seghetto è suddiviso in frazioni (naselja):
- Brisul[244] o Villa Bestrizza o Brestivizza o Brestovizza (Bristivica)
- Lubituizza o Santa Caterina[245] o Campo dell'Ongaro o Gliubitovizza di Traù (Ljubitovica)
- Prapatnizza[246] o Filigara o Pianamerlina di Traù (Prapatnica)
- Seghetto Inferiore o Seghetto[44] _[Basso] (Seget Donji)
- Seghetto Superiore_[Alto] (Seget Gornji)
- Vragnizza[247] o Padova (Seget Vranjica)

### Comune di Selza o Selza della Brazza o Selsa (Selca)

#### Insediamenti e località
Il Comune di Selza, o Selza della Brazza, è suddiviso in frazioni (naselja):
- Povie[249] o Povia o Poria (Povlja)
- San Martino[248][250] (Sumartin)
- Selza[248][251] o Selsa o Selze (Selca)
- Villa Nuova[248] o Villanova della Brazza (Novo Selo)

### Comune di Sestano (Šestanovac)

#### Insediamenti e località
Il Comune di Sestano è suddiviso in frazioni (naselja):
- Cattuni[253] (Katuni)
- Crevo (di Cattuni)[254] Crescevo o Creccao (Kreševo)
- Grabovaz[255] (Grabovac)
- Sestano o Sestanova (Šestanovac)
- Zesevizza[256] o Zessevizza (Žeževica)

### Comune di Smiauzzi o Smiavizzi o Molini Franceschi o Zimiauzi (Zmijavci)

#### Insediamenti e località
Il Comune di Smiauzzi o Smiavizzi non è suddiviso in frazioni

### Comune di Solta (Šolta)

#### Insediamenti e località
Il Comune di Solta comprende i seguenti insediamenti (naselja): 
- Carobér[44] / Porto Carober[44] (Rogač)
- Grocote o Villa Grohote[258] (Grohote)
- Oliveto[44] / Porto Oliveto[44] (Maslinica)
- Porto Sordo[44] (Nečujam)
- Stomosca[259] (Stomorska)
- Villa Inferiore[44] (Donje Selo)
- Villa Media[44] (Srednje Selo)
- Villa Superiore[260][261] (Gornje Selo)

### Comune di Tucepa o Tučepi (Tučepi)

#### Insediamenti e località
Il Comune di Tucepi, Tucepa o Laurento, più raramente anche San Giorgio, non è suddiviso in frazioni

### Comune di Vallo della Brazza o Porto Bol (Bol)

#### Insediamenti e località
Il Comune di Vallo della Brazza è suddiviso in frazioni (naselja):
- Murvizza (Murvica)
- Vallo della Brazza o Porto Bol o Boli (Bol)

### Comune di Zagost o Zagolda (Zagvozd)

#### Insediamenti e località
Il Comune di Zagost è suddiviso in frazioni (naselja):
- Villa Biocova o Biocovo o Sella dei Morlacchi (Biokovsko Selo)
- Cristatise[266] o La Valazza o Cherstatizze (Krstatice)
- Rastovaz o San Michele (Rastovac)
- Rascane Superiore o Raschiane Superiore (Rašćane Gornje)
- Zagost o Zagolda, o Zagosta o Sagost o Zaguosd o Zaguozd (Zagvozd)
- Zupa o Zuppa o Contea d'Urdo (Župa)
- Zupa o Zuppa Centrale (Župa Srednja)

## Contea Zaratina (Zadarska Županija)

### Città e dintorni di Zara (Zadar)

#### Insediamenti e località
Il Comune di Zara è composto dai seguenti insediamenti (naselja):
- Berguglie[268] o Verguglia (Brgulje)
- Càproli o Còsino o Cassiano (Kožino)
- Eso grande o Eso ponentale (Veli Iž)
- Eso piccolo o Eso sirocale (Mali Iž)
- Isto[268] (Ist)
- Melada[268] (Molat)
- Porto Schiavina o Peterzane o Peterzana o Peterzagne o Peterzan (Petrčane)
- Premuda[268] (Premuda)
- Rava (Rava)
- Selve[268] (Silba)
- Santa Maria della Rovere o Madonna dei Rovuzzi Babindù (Babindub)
- Scarda (Škarda)
- Ulbo[268] (Olib)
- Zara (Zadar), sede civica e comunale
- Zapuntello o Zapontello (Zapuntel).

#### Circoscrizioni o Quartieri o Rioni
La città di Zara è costituita dalle seguenti circoscrizioni:
- Bellafusa (Belafuža)
- Belvedere (Bili Brig)
- Barcagno (Brodarica)
- Boccagnazzo (Bokanjac)
- Boccagnazzo Nuovo (Novi Bokanjac)
- Borgo Erizzo (Arbanasi) [utilizzato assieme al corrispondente croato fino al 1918, poi da solo durante la sovranità italiana fino all'ingresso delle truppe jugoslave a Zara nel 1944]
- Bosco dei Pini (Borik)
- Capruli (Skročini)
- Casa Bassa (Sokin Brig)
- Casali Maggiori (Stanovi)
- Caserotte (Dražanica)
- Ceraria, Cerarìa-Barcagno (Voštarnica)
- Cerno, Valnera (Crno)
- Colovare, Le Colovare (Kolovare)
- Caserosse (Crvene Kuće)
- Diclo (Diklo)
- Dìcolo (Diklovac)
- Due Torrette (Vidikovac)
- Fiume del Cimitero (Ričina)
- Giassenizza (Jasenice)
- La Valletta, Terra Petri (Petrići)
- Malpaga (Dračevac)
- Oliveto, Flaveico (Maslina)
- Piastre, Plocce, Le Piastre, Ploccia (Ploča, Ploče)
- Pievania (Plovanija)
- Puntamica, Punt'Amica (Puntamika)
- Porto Nuovo (Gaženica)
- Pozzaio (Smiljevac)
- Riva (Poluotok)
- San Giovanni (Višnjik)
- Spada (Špada)
- Val di Ghisi, Valdeghisi (Jazine, Luka Jazine)
- Val dei Ghisi I (Jazine I)
- Val dei Ghisi II (Jazine II)
- Valdimaistro-Cabrona (Brodarica)
- Val di Bora, Valdibora (Uvala Bure)
- Valdimaistro, Val di Maistro (Uvala Maeštrala)
- Valle San Clemente (Uvala Sveti Klement)

### Città di Bencovazzo (Benkovac)

#### Insediamenti e località
La città di Bencovazzo comprende, con il capoluogo, i seguenti insediamenti:
| - Acquabona (Dobra Voda) - Asseria od Assisa o Roccabegna dei Morlacchi (Podgrađe) - Bencovazzo o Bencovaz (Bencovac), sede comunale - Bielina o Bielline od Opaga (Bjelina) - Bigliane Inferiore o Acque di Zamasco (Donje Biljane) - Bigliane Superiore o Bigliana o Billiana (Gornje Biljane) - Bergud o Bergudi o Berguto (Brgud) - Buccovich o Montebugo o Bucovizza o Bucucchio (Buković) - Bulich o Bullici (Bulić) - Brusca o Peagno (Bruška) - Carino Inferiore o Corino (Coarino) Basso o Caria (Donji Karin) - Cascich (Cassich) Inferiore o Stòssina o Cassici (Donji Kašić) - Ceragne (Cerignani) Inferiore_/Basso (Donje Ceranje) - Ceragne (Cerignani) Superiore_/Alto (Gornje Ceranje) | - Colarina o Collarina o Collarine(Kolarina) - Corlat o Corlato o Terrenuove o Terranuova (Korlat) - Còsole o Coslovaz o Coslovazzo o Cossilovaz o Santo Spirito (Kožlovac) - Islam Greco (Islam Grčki) - Lepuri Inferiore_/Basso o Liepuri (Donji Lepuri) - Lisane di Tigno o Lissana di Tigno o Acque di Calbona (Lišane Tinjske) - Lissicich o Malprecche o Lissich o Lissovici (Lisičić) - Medivigge o Medvigge o Meduiggi od Adra o Carmedi (Medviđa) - Miragne o Miragna (Miranje) - Nadin] (latino: Nedinum) o Nadino oppure Nedino (Nadin) - Perussich di Bencovazzo o Castelbegna (Perušić Benkovački) - Piedilugo o Podlugh o Piediluco o Pedlugo (Podlug) - Popovici Popovich o Bagidaone o Sant'Antonio di Bagidaone (Popovići) | - Pristegh o Fristeg o Brisighe dei Morlacchi o Pristeg (Pristeg) - Provich Provicchio o Le Ville (Prović) - Radoscinuzzi o Radossi o Villa Montenegro o Villa Montenero o Radossinovaz (Radošinovci) - Rastevich o Santa Lucia (Raštević) - Rodaglizze o Rodalizza o Rodaglizza (Rodaljice) - Smilcich o Timeto di Zara o Smilce (Smilčić) - Torre Atlagich o Torre Atlaga o Culatlaghich (Kula Atlagić) - Sopot o Soppotti o Picchetto (Šopot) - Tign o Tigno o Tino o Tigni o Voltignana (Tinj) - Villa di Bencovazzo o Sella di Bencovazzo (Benkovačko Selo) - Vuscich o Vussich o Vussici o Barnoda (Vukšić) - Zagrado o Sagrado Castello (Zagrad) - Zapusiane o Zapuzzana o Zapusagne o Zapuzane o Pozzana (Zapužane) |

### Città di Nona (Nin)

#### Insediamenti e località
La città di Nona è suddivisa in frazioni (naselja):
- Casale di Nona o La Posta (Ninski Stanovi)
- Garbe o Gherbe (Grbe)
- Gerava o Serava o Molini della Fiumara (Žerava)
- Nona (Nin), sede comunale
- Poglizza di Nona (Poljica-Brig) / Pogliazza - Brisi (Poljica)-(Brig)
- Zaton o Zatton di Nona o Porto Pescheria (Zaton)

### Città di Obbrovazzo od Obrovazzo (Obrovac)

#### Insediamente e località
La città di Obbrovazzo o Obrovazzo è suddiviso in frazioni (naselja):
- Billissane o Belicciana o Bilissane (Bilišane)
- Boghettini[37] o Cuccarìa o Boghetinigo (Bogatnik)
- Carino o Carino di Sopra, Corino (Coarino) Alto o Caria (Gornji Karin)
- Castelverde o Villavecchia nella Bucovizza o Zelina _[1941/43] o Zelengrado o Selengrado o Zellengrad (Zelengrad)
- Castel di Zegara o Castelzègari o Castello di Zegar o Castelzegarani (Kaštel Žegarski)
- Comasizza o Commasez[37] o Comasez (Komazeci)
- Cruppa (Krupa)
- Crussevo o Cruscevo (Kruševo)
- Molini di Zermagna o Acque di Bencovazzo (Nadvoda)
- Moscouzzi[37] o Moscòvici o Muscovzi (Muškovci)
- Obbrovazzo o Obrovazzo (Obrovac), sede comunale
- Villa dei Colombi o Gollubich (Golubić)

### Città di Pago (Pag)

#### Insediamenti e località
La città di Pago è diviso in insediamenti
- Bosciana o Bossana (Bošana)
- Dignisca[276] (Dinjiška)
- Gorizia[272] o Gorizza di Pago o Valsaline (Gorica)
- Miscovizzi o Miscovici o Miscovich (Miškovci)
- Pago[270] (Pag), sede comunale
- Porto Simon[272] o San Simone di Pago (Šimuni)
- Smoquizza di Pago o Figarola o Porto Figher (Smokvica)
- Ulasich[272] o Vlassici di Scania o Scania o Valassichi o Valassich (Vlašići)
- Val Cassione[270] o Porto Cassione o Cassione di Pago o Castiglione o Castione (Košljun)
- Vecchia Villa o Villavecchia di Pago o Villavecchia di Dignisca (Stara Vas)
- Vercici (Vrčići)

### Città di Zaravecchia o Alba Marittima (Biograd na Moru)

#### Insediamenti e località
La città di Zaravecchia è costituita da un solo insediamento (naselje):
- Zaravecchia (Biograd), sede comunale

### Comune di Bibigne o Bibbigne o ant. Argimbusi (Bibinje)

#### Insediamenti e località
Il Comune di Bibigne o Bibbigne o Bibiana o Vibiana non è suddiviso in frazioni

### Comune di Brevilacqua (Privlaka)

#### Insediamenti e località
Il Comune di Brevilacqua
 non è suddiviso in frazioni

### Comune di Calle (Kali)

#### Insediamenti e località
Il Comune di Calle (o anticamente anche Cale non è suddiviso in frazioni

### Comune di Colane o Collane (Kolan)

#### Insediamenti e località
Il Comune di Colane o Collane o (in croato Kolan, già Kolane) è suddiviso in frazioni (naselja):
- Colane o Collane o Colliana o Colonne (Kolan)
- Gaiaz di Colane o Porto Castello o Gaia (Kolanski Gajac)
- Mandrie[290][293] (Mandre)

### Comune di Cuclizza (Kukljica)

#### Insediamenti e località
Il Comune di Cuclizza o Cuglizza (in croato Kukljica, o anche Cuchizza non è suddiviso in frazioni, ma comprende:
- Isolotto dei Sorci (Mišnjak)
- Isolotto Le Bisacce[296] (Bisage)
- Isolotto Nudo[51] (Golac)
- Scoglio Caranton[51][97] (Karantunić)

### Comune di Gallovaz o Villa Gallo _[1941/43] o Galovazzo o Giglia (Galovac)

#### Insediamenti e località
Il Comune di Gallovaz) è un comune della Croazia della regione zaratina. Al censimento del 2001 possedeva una popolazione di 1.190 abitanti. non è suddiviso in frazioni

### Comune di Giasenizze o Giassenizza (Jasenice)

#### Insediamenti e località
Il Comune di Giasenizze è suddiviso in frazioni (naselja):
- Giasenizze[35] o Giassenizza (Jasenice)
- Rovagnisca o Ravagnasca (Rovanjska)
- Zatton[35] _/d'Obbrovazzo od Acque d'Obbrovazzo o Vallone d'Obbrovazzo (Zaton Obrovački)

### Comune di Graciaz (Gračac)

#### Insediamenti e località
Il Comune di Graciaz è suddiviso in frazioni (naselja):
- Begluzzi (Begluci)
- Brotegna (Brotnja)
- Brùvano (Bruvno)
- Calderma[301] (Kaldrma)
- Cerovaz (Cerovac)
- Chiani (Kijani)
- Come (Kom)
- Cunovaz di Cupirovo (Kunovac Kupirovački)
- Cupirovo (Kupirovo)
- Dabasnizza (Dabašnica)
- Deringai (Deringaj)
- Drenovaz di Osredazzi (Drenovac Osredački)
- Dubochi Valle (Duboki Dol)
- Dugopoglie (Dugopolje)
- Fonte Zermagna (Zrmanja Vrelo)
- Glogovo (Glogovo)
- Grabe (Grab)
- Graciaz (Graciaz)
- Gubacevo Poglie (Gubavčevo Polje)
- Masini (Mazin)
- Nadavrelo (Nadvrelo)
- Netecca (Neteka)
- Omessizza (Omsica)
- Osredazzi (Osredci)
- Otrich (Otrić)
- Palanca (Palanka)
- Popina Grande (Velika Popina)
- Pribudich (Pribudić)
- Perglievo (Prljevo)
- Rasticevo (Rastičevo)
- Rudopoglie di Brùvano (Rudopolje Bruvanjsko)
- Serbe (Srb)
- Suvaia (Suvaja)
- Tiscovaz di Licca (Tiškovac Lički)
- Tomingai (Tomingaj)
- Vucipoglie (Vučipolje)
- Zaclopaz (Zaklopac)
- Zermagna[302] (Zrmanja)

### Comune di Lissane o Lissane d'Ostrovizza (Lišane Ostrovičke)

#### Insediamenti e località
Il Comune di Lissane d'Ostrovizza o Lissane è suddiviso in frazioni (naselja):
- Alveria[305] o Boncampo _[1941/43] o Dobropolzi o Dobropoglizza o Castelbanadego (Dobropoljci)
- Lissane d'Ostrovizza o Lissane o Lisona o Lissone (Lišane Ostrovičke)
- Ostrovizza[306] od Ostrovizza del Gologuos (Ostrovica)

### Comune di Novegradi o Cittanuova (Novigrad)

#### Insediamenti e località
Il Comune di Novegradi, anche Cittanuova, è suddiviso in frazioni (naselja):
- Novegradi (Novigrad)
- Pagliuvo o Pagliù o Paglio[37] (Paljuv)
- Pridraga o Predrosi (Pridraga)

### Comune di Oltre (Preko)

#### Insediamenti e località
Il Comune di Oltre 
è diviso in 8 insediamenti (naselja):
- Lucoran[124] o Lucorano (Lukoran[124])
- Pogliana[124] _/d'Ugliano (Poljana[124])
- Oltre[124] (Preko[124])
- Sant'Eufemia[124] (Sutomišćica[124])
- Ugliano[124] (Ugljan[124])
- scoglio Calogera[285] od Osgliacco (Ošljak [otok])
- Rivani [isola] o Rivagno o Raviane (Rivanj [otok])
- Sestrugn[124] o Sestrugno [isola] o Sestro[37] (Sestrunj [otok])

### Comune di Ortopula o San Giorgio della Paclenizza o Castelvecchio (Starigrad-Paklenica)

#### Insediamenti e località
Il Comune di Ortopula è suddiviso in frazioni (naselja):
- Saline[316] (Seline)
- Ortopula[51] (Starigrad)
- Tribagno[317][318] (Tribanj)

### Comune di Pacostiane o Poschiane (Pakoštane)

#### Insediamenti e località
Il Comune di Pacostiane (o Poschiane, è diviso in insediamenti (naselja):
- Aurana o Laurana o vrana o Urana o Scaramuccia dei Turchi (Vrana)
- Draghe[321] o Drage o Porto Zaccano o Porto Fengo (Drage)
- Pacostiane[319] o Poschiane o Pacostane o Pacoschiane o Pagosciat o Pacasconi (Pakoštane)
- Vergada (Vrgada)

### Comune di Pasmano o Pasman (Pašman)

#### Insediamenti e località
Il Comune di Pasman, o anche Pasmano è suddiviso in frazioni (naselja):
- Bagno[323] (Banj)
- Dobrapogliana[324] o Pianabona o Poviana o Poligana (Dobropoljana)
- Merliane[37] o Marigliane di Pasmano o Mirliana o Mergliana (Mrljane)
- Neviane[37] o Nevigiane o Nevigliane o Novigliano (Neviđane)
- Paese di Pasmano o Paese San Doimo o Crai (Kraj)
- Pasmano o Pasman (Pašman), compreso Pasmano Piccolo (Mali Pašman) e Barattiòl (Barotul))
- Sdrelaz[37] o Sdrelazzo o Sdrela o Stagno di Pasmano (Ždrelac)

### Comune di Pogliana o Polliana (Povljana)

#### Insediamenti e località
Il Comune di Pogliana non è suddiviso in frazioni.

### Comune di Polazza o Palazzo Bardona (Polača)

#### Insediamenti e località
Il Comune di Polazza è suddiviso in frazioni (naselja):
- Cacuma[37] o Cacama o Caghidona o Montepietrino (Kakma)
- Iagodegna (Giacogna) Inferiore o Giagogna (Giagodgna) Inferiore (Donja Jagodnja)
- Iagodegna (Giacogna) Superiore o Giagogna (Giagodgna) Superiore (Gornja Jagodnja)
- Polazza o Palazzo Bardona o Castelmariano (Polača), sede comunale

### Comune di Polisano o Polisseno o Polissane (Poličnik)

#### Insediamenti e località
Il Comune di Polisano, o Polisseno (altre varianti in italiano: Polisanio, Polissana, Polisane, Polissani è suddiviso in frazioni (naselja):
- Brissevo[328] o Briscevo o Belvedere (Briševo)
- Draccoazze di Nona o Dracevaz[329] _/di Nona o Draccoazze o Villa Spino o Villa Drazze o Cinque Valli (Dračevac Ninski)
- Lovinaz o Lovinzi* o Castelleone (Lovinac)
- Murvizza[328][330] (Murvica)
- Polisano o Polisseno[37] o Polissane (Poličnik), sede comunale
- Rappaglia[37] o Rupagli o Ruppàl o Rùpali (Rupalj)
- Suovare[330] o Sovare o Zaccovara (Suhovare)
- Vissociane o Vissochiane o Vissozzana o Vizzovana o Visignana (Visočane)

### Comune di Possedaria (Posedarje)

#### Insediamenti e località
Il Comune di Possedaria è suddiviso in frazioni (naselja):
- Castel Venier o Castel Veniero o Castelvenere o Vigneraz (Vinjerac)
- Islam Latino (Islam Latinski)
- Possedaria o Possidaria (Posedarje), sede comunale
- Slivenizza o Slivnizza o Silvigna _[1941/43] o Libero (Slivnica)

### Comune di Puntadura (Vir)

#### Insediamenti e località
Il Comune di Puntadura è suddiviso in frazioni (naselja):
- Puntadura (Vir), sede comunale
- Santa Caterina (Lozice)
- Torre di Puntadura (Torovi)

### Comune di Rasanze o Rassanze (Ražanac)

#### Insediamenti e località
Il Comune di Rasanze è diviso in 8 insediamenti (naselja):
- Chernesa o Cernesa o Carnessa (Krneza)
- Gliuba[337] o Giuba o Giubba (Ljubač)
- Jovich[53] o Giovici o Giove o Rurano (Jovići)
- Pediversie o Vérzevo (Podvršje)
- Radovin o Radovino* o Piegari (Radovin)
- Rasanze o Rassanze o Porto Rasanze (Ražanac)
- Retina o Artina* (Rtina)
- Stanzia di Gliuba o La Mola (Ljubački Stanovi)

### Comune di Sale (Sali)

#### Insediamenti e località
Il Comune di Sale è suddiviso in frazioni (naselje):
- Bosavia[338] _di Sale o Boxava[339] o Bosava (Božava)
- Birbigno[340] o Berbigno (Brbinj)
- Dragove[341] o Boccassin[37] (Dragove)
- Giso o Valle Santo Stefano di Sale o Porto (Luka)
- Sale (Sali), sede comunale
- Sauro[289] (Savar)
- Saline o Soline[342] o Saline di Casture o La Salina (Soline)
- Punte Bianche[289][343] o Puntebianche (Veli Rat)
- Verona[53] (Verunić)
- Zaglava di Berbigno (Zaglav)
- Sferinaz[339] o Sant'Ignazio[37] (Zverinac)
- Smano od Asmano o Sman o Gimano o Zeman (Žman)

### Comune di San Cassiano (Sukošan)

#### Insediamenti e località
Il Comune di San Cassiano è suddiviso in 4 frazioni (naselja):
- Debegliacco o Casali Maggiori o Debeglia o Deveglia _[1941/43] (Debeljak)
- Glavizza (Glavica)
- Gorizza[37][141] _/di Vérzevo (Gorica)
- San Cassiano o San Cassiano del Contado o Porto d'Oro (Sukošan), sede comunale

### Comune di Santi Filippo e Giacomo (Sveti Filip i Jakov)

#### Insediamenti e località
Il Comune di Santi Filippo e Giacomo (in croato Sveti Filip i Jakov) è un comune della Croazia della regione zaratina. Al censimento del 2001 possedeva una popolazione di 4.482 abitanti. è suddiviso in frazioni (naselja):
- Rastane Inferiore o Podiversich[349] (Donje Raštane)[350]
- Rastane Superiore o Rastane[53][351] (Gornje Raštane)
- Siccovo[37] o Sicovo[352] o Montisecco (Sikovo)
- Santi Filippo e Giacomo[353] (Sveti Filip i Jakov), sede comunale
- San Pietro o Chermpcina[354] (Sveti Petar)
- Torrette[355][356] _/di Zaravecchia (Turanj)

### Comune di Scabergne o Scabronia _[1941/43] o Calbona di Zara (Škabrnja)

#### Insediamenti e località
Il Comune di Scabrigna o Scabergne o Scabrigna è suddiviso in frazioni (naselja):
- Percos[35] o Puodo (Prkos)
- Scabergne[35] o Scabrigna o Scabregne o Calbona di Zara (Škabrnja), sede comunale

### Comune di Stancovazzo o Stancovasso* (Stankovac) o (Stankovci)

#### Insediamenti e località
Il Comune di Stancovazzo in croato Stankovci, già Stankovac (in passato italianizzato in Stancovaz è suddiviso in frazioni (naselja):
- Bagnevaz[371] o Bagneuzzi (Banjevci)
- Billa Vlacca o Ulacca Bianca o Alba dei Morlacchi o Villa Morlacca (Bila Vlaka)
- Budag[37] o Budac o Bodacco _[1941/43] o Budachi o Terragna (Budak)
- Cerglienico o Cerlienag[37] o Cerlenico o Zerglienico (Crljenik)
- Morpolazza[35] o Palazzo Morlacco[37] (Morpolača)
- Stancovazzo o Stancovaz[35] o Stancouzzi[37] o Stancovzi (Stankovci)
- Velim o Velin o Avelino _[1941/43] o Vellin (Velim)

### Comune di Tuconio o Tucconio o Ticconio o Cotunno (Tkon)

#### Insediamenti e località
Il Comune di Tuconio o Tucconio di Pasmano o Cotunno o Cotuno non è suddiviso in frazioni.

### Comune di Verchè (Vrsi)

#### Insediamenti e località
Il Comune di Verchè è suddiviso in frazioni (naselja):
- Poglizza[378] (Poljica)
- Verchè o Verghe (Vrsi), sede comunale

### Comune di Zemonico (Zemunik Donji)

#### Insediamenti e località
Il Comune di Zemonico Inferiore è suddiviso in frazioni (naselja):
- Smocovich[380] o Smoccovich o San Cipriano del Figo (Smoković)
- Zemonico, già Zemonico Inferiore[270] (Zemunik Donji), sede comunale
- Zemonico Superiore[270] (Zemunik Gornji)

## Altre località (A-G)
- Abbazia della Fila Alajbezi
- Abbuccia Podobuće
- Abbuccia, Lastua Opuce
- Acqua di Loggiovano Bukići
- Acqua di Obrei, Collarina, Collàrine Kolarina
- Acque di Bencovazzo Nadvoda
- Acque di Obbrovazzo, Vallone di Obbrovazzo Zaton
- Acqua di Zamasco Donje e Gornje Biljane
- Acque di Calbona Lišane Tinjske
- Aiduzzi Ajduci
- Albena Biluca
- Albio Bilas
- Albona di Traù, Castro d'Albona Labino
- Allérici Alerići
- Allevagne, Le Vagne Alavanje
- Allici Alići
- Almissa Omiš
- Altignana Superiore Gornje Selo [-Dubrovnik]
- Altignano o Visòzzani Visočani
- Altole Dizmo
- Alveria 1,2 Uzelci
- Ame Amižići
- Andrici Andrić
- Anichi Anići
- Antichievich Antičević
- Antivari Bar
- Antivari Vecchio Stari Bar [Razvalina]
- Archi Romani Puljane / Ograde
- Arenoso Pijavice
- Argimbusi, Bibbigne, Bibbiana Bibinje
- Armiro, Armiér, Signolo Kupari
- Arofurio, Ràdici di Clissa Radići
- Artatorre di Mandolér Kovačišća
- Arzanò Aržano
- Aùssina Aužina
- Babici Babići
- Bachimieo Plastovo
- Bachimieo Minore Sladići
- Bàcchina, Bàcina, Baccina Bačina
- Baccozzi Bokovci
- Bacotici Bakotići
- Bacovici Bakovići
- Bacovici, Bacovich Baković
- Bacussa Bakuša
- Badagna Badanje
- Badia, Giadro Aptovaća
- Bagalato, Ottavicchio Otavić
- Bagaracchio Donji Kraj
- Bagidaone Popovići
- Bagnevazzo, Bagneuzzi, Bagnozzi, Torre dei Morlacchi Banjevci
- Bagno di Fiume Negro (-Ploče) Banja
- Bagnole della Narenta, Boglianuzzo Boljunac
- Bagnoli di Islana Banja
- Bàgola, Baccola Bakula
- Bàilo Bajlo
- Balici [1,2] Balići
- Bàllovi Balovi
- Balzi, Balci Baljci
- Banda Inferiore Donja Banda
- Banda Superiore Košarni-Do
- Bandolovici, Bandolovich Bandulović
- Bandovi Bandovi
- Bani [1,2,3] Bani
- Banici Banići
- Banovazzi, Banovaz, Bonouzzi Banovci
- Banovići Banovići
- Barfùl, Barifulìn Barfulovići
- Barici [1,2] Barići
- Bàrissici Barišić
- Barnoda Vukšić
- Barrani Barani
- Barranovazzo, Barranovaz Baranovac
- Bascovici Baškovići
- Bàssici [1,2] Bašići
- Baùt Bautovići
- Bazzi Bac Do
- Beata Vergine Gospić
- Bébici Bebići
- Bècici, Casali dei Becici, Pecici Bečići
- Bederze Bedrce
- Begòvici Begovići
- Begòvici Superiore Gornji Begovići
- Belicciana Bilišane
- Bellabriga, Briga di Dalmazia Beli Brig
- Belvedere Briševo
- Bencovazzo Benkovac
- Bercani Brkani
- Berchici [1,2] Brkići
- Berda Brda
- Berdo di Cògliane Brdo Koljansko
- Bergnaccia Brnjaća
- Bergulli Brguli
- Bergùto Brgud
- Berlugo Brljug
- Bernazze Brnaze
- Berseziana, Bèrcine Brsečine
- Bersoia Brzoje
- Besco, Bisso Bisko
- Bessecòvici Bezekovići
- Bessenizza Besenica
- Bestonio Bast
- Besugne Bezunje
- Bevilacqua della Narenta Lipovac
- Bibizza Bibica
- Bicchici Bikići
- Bidinici Bidinić
- Biellivir Bijeli Vir
- Bigiola Bidžula
- Bigliana, Billiana Gornje Biljane
- Billigna, Bìline, Bìlline Biline
- Billizza, Bùmbari
- Billizzi Bilici
- Biòcici Biočić
- Biragno Biranj
- Bisoglia Stablina
- Bìstrina Bistrina
- Bisucchia Biskuča
- Bitèlici Bitelić
- Bittici, Varave Bitić
- Blan Zupčići
- Blaso Prljevo
- Blatta Blato
- Blatta della Cettina, Blatto Blato pri Cetini
- Blatta di Peruzzo Peraćko Blato
- Blatta di Vranilizza Tustanovac
- Blazza Blaca
- Blazza Blaco
- Blissicucchia Blizikuće
- Blugh Bijuk
- Bluzzi, Bluschie, Bluci Rastovac
- Bobanzi Bobanci
- Bobòviste Bobovište
- Boccagnazzo Bokanjac
- Bodrussinzi Bodružinci
- Boghetici Bogetić
- Boghissici Bogišić
- Bogliatti Bolati
- Boglienòvici Boljenovići
- Boiana Bojana
- Bolevici Bolević
- Bolucchia di Signo Bulić
- Bonentro o Sant'Eustachio Dobrota
- Borazzi Borovci
- Borgo di Marina [-Trogir] Dolac
- Borraia o Borroia Boraja
- Boreo Borje
- Borsici Borzići
- Borutto Rakalovac
- Bosanca Bosanka
- Boschi Miočići
- Boschi di Sebenico Vukovići
- Bossiglina, Bossogliana Marina
- Bossinovici Božinovići
- Botturizza Mađarovine
- Bracevizza Bračević
- Brachievici Bračević
- Bragna Brnjica
- Braici Brajići
- Braicòvici Brajkovići
- Braicovizza di Castelnuovo Brajkovica
- Bralici [1,2] Bralići
- Branilòvici Branilovići
- Bratéssici Bratešići
- Bratizza Bratica
- Bràvari Donji Dolac
- Brazzana Brašina
- Brèbera, Breberio Bribir
- Brecchia Prugovo
- Brécici Brečići
- Brella, Breola Brela
- Brella Alta Gornja Brela
- Breno Srebreno
- Bressani Brežani
- Bréstanova Brštanovo
- Brestizza Noumense Brestica
- Brestizza Vriještica
- Brevilacqua Privlaka
- Briazzi Vrijaci
- Bribodél, Pribùde Pribude
- Brisi, Brisa, San Paolo Brig
- Brìsighe dei Morlacchi, Fristeg Pristeg
- Brista Brijesta
- Brista Brist
- Brìssine Brižine
- Brista Superiore Bogičevići
- Broquici Brokvić
- Brottignizza, Brotignizza Brotnjce
- Brozzi, Porto Greco, Le Brozze Broce
- Brozzi Piccolo Bližanj
- Bruchianazzo Bročanac
- Brugnacco Šipovać
- Bruitola, Britola, Casina Vecchia Brikva
- Bruttì Brutić
- Bubagne Bubanje
- Bubici Bubići
- Bucarizza Bukarica
- Buccici, But Butići
- Buchici Bukić
- Bùciani, Bucchiani Bučani
- Bucou Dollaz Bukov Dolac
- Budisse Budiše
- Budua Budva
- Bugliana Bujić
- Bugliarizza Buljarica
- Buiassi Bujasi
- Buncici Bunčić
- Bùndalo Bundalo
- Buraie Maggiore, Borazzi Borovci
- Burassei alla Glunza Burazeri
- Burillo Burilo
- Burnorotta Babinkuk
- Bussancici Bužančići
- Bùssovi Buzovi
- Cabalìn, Bogdalovici Bogdalovići
- Cacagno Kakanj
- Caghidona, Montepietrino Kakma
- Cagliana Koljane
- Cagnana Kanjane
- Calbona o Scabregna Škabrnje
- Caldorma Kaldrma
- Calvasso Kalvaz
- Camenizze Kamenice
- Camera di Giubba Brdarići
- Campo delle Cinque Chiese, Biscupia, Episcopia Biskupija
- Campo dell'Ongaro Ljubitovica
- Campo di Levante Desne
- Campo di Scardona Skradinsko Polje
- Campo di Sotto Donje Polje
- Campo di Tenin Vrpolje [-Knin]
- Campopaludo Mokropolje
- Campo Sant'Elia Iljino Polje
- Campoturco Đelalije
- Canneto Štoj
- Cannosa Trsteno
- Capecchio Kapeč
- Capitolo (-Solin) Glavica
- Capitolo [1,2] Glavica
- Capitùl Kovačic
- Capocesto Primošten
- Capofigo, Arseno Ražanj
- Capullo in Canali Poljice
- Caralici Karalić
- Càrcine, Divigodi Krmčine
- Carìni Karini
- Carlussici Karlušić
- Carmedi, Meduiggi Medviđa
- Caromatici Karamatići
- Carraia, Ichievo Ičevo
- Cartolle Radovići
- Carvazza della Narenta, Cravagna della Narenta, Càrvavazzo Krvava
- Casali, Casale, Nagumano Đurnići
- Casali della Cìcola Giglići
- Casali di Ghenda Adžići
- Casali Zingari Karakašica
- Casalmaggiore, Casali Maggiori Debeljak
- Case Battara Borik
- Caseglio Kaselji
- Casina Nuova Poljica Kozicka
- Cassa, Cosizza di Clissa Klis-Kosa
- Castagna Kostanje
- Castagnizza Kostanjica
- Castelbanadego, Casteldobropoglizza Dobropoljici
- Castelbegna Perušić
- Castelcastùn Gjirlić
- Casteldrivenico Gradina [-Drvenik]
- Castelgrimani, Castel Grimani, (Iabuca) Jabuca
- Castella o Sette Castelli (Kaštela):
  - Castelcambio, Castel Cambio Kambelovac, Kaštel Kambelovac
  - Castellabbadessa, Castell'Abbadessa Gomilica, Kaštel Gomilica
  - Castelnuovo della Riviera Kaštel Novi, Novi Kaštel
  - Castelsangiorgio, Castel San Giorgio della Riviera Sučurac, Kaštel Sučurac
  - Castelstafileo, Castel Staffileo Stafilić, Kaštel Štafilić
  - Castelvecchio, Castel Vecchio, Castelvecchio della Riviera Kaštel Stari, Stari Kaštel
  - Castelvitturi, Castel Vitturì Lukšić, Kaštel Lukšić
- Castellandreis, Castell'Andreis Jadrtovac
- Castellastua, Castel Lastua, Petrovazzo Petrovac na Moru
- Castellina [-Banjevci] Kašić
- Castello Potravlje
- Castello di Ragusa Brotnice
- Castello di Sfila (Sfilleo) Kamensko
- Castelmirino Mirinovo
- Castelveniér, Castel Veniero Vinjerac
- Castelverde, Zelengrado Zelengrad
- Castelvescovo Podrug
- Castelzègari, Castel di Zegara Žegarski Kaštel
- Cattuni [1,2] Katuni
- Cava di Salona Podtvornica
- Celopossi Čelopoži
- Cèntina, Cetina, Cettina Četina
- Cèpinazzo Čepinac
- Camenizze Kamenice
- Camignano Kamenjane
- Casalo Sorgo, Ceppicucce Čepikuče [-Dubrovnik]
- Ceragne Ceranje
- Ceragne Alto Gornje Ceranje
- Ceragne Basso Donje Ceranje
- Ceré di Paludo Cere
- Cerenzi Cerinci
- Cermarici Črmarić
- Cernicchio Črnić
- Cerno Crno
- Cernopoglie Črnopolje
- Cèrpote Črpote
- Cerra [1,2] Cera
- Cerra di Sopra Gornja Cera
- Cerra di Sotto Donja Cera
- Cèrrina Čerina
- Chèllami Alto Gornji Kelami
- Chèllami Basso Donji Kelami
- Chercòvici Krković
- Chesici Kesići
- Chézzichi Kedžići
- Chiagussi Čaguši
- Chiaporizza, Villa Gardùn Čaporice
- Chiàttici Čatići
- Chiesa San Pietro, Biocinosello Biovičino Selo
- Chiesina, Cerquizze Crkvice
- Chiòrici Ćorići
- Chiovici Čovići
- Chirico della Cherca Popovići
- Chirico, Rastozza Zaostrog
- Chistagne Kistanje
- Chiubrici Čubrići
- Chiubrizze Čubrice
- Chiùlari Čularo
- Chiùlavi Čulavi
- Ciaicovizza Čajkovica
- Ciarrapina Čarapine
- Cibaccio, Cibazia Čibaća
- Cigo Štikovica
- Cilippi, Canali Ćilipi
- Ciramisso Grubišići
- Cisola Čisla
- Cisterna, Stelpona, Gusterna, Sterpin Gustirna
- Cividale di Dalmazia, Cividal, Civiane, Civita, (Salva) Civljan
- Clacche Kljake
- Clade Klade
- Clenacchi, Clegna Kljenak
- Clenovazzo Klonovci
- Clepici Klepići
- Clesto, Clesso Klek
- Clètina Kljetine
- Clissa Klis
- Clissei, Clìssevo Klisevo
- Clunacco Kljunak
- Cluzzi Ključ
- Cnessevici, Montecasso Knežević
- Cnessevici [1,2] Kneževići
- Cnessici Knešići
- Coàsine Kaočine
- Cobragno Kobranj Do
- Coccorici Kokorić
- Cochici, Close Kokići
- Cocovici Koković
- Codiglie Hodilje
- Cogliane di Sopra Gornje Koljane
- Cognorata, Torrette dei Morlacchi, Cognevràl Konjevrate
- Colapici Kalapići
- Colasazzo Kolosać
- Collina, Cellina Čelina
- Collina Kalina
- Collivrata, Colloberdo Kolibrate
- Colloberdo del Lago, Gollobardo Kolobrdo
- Collovràto [1,2] Kolovrat
- Colonna del Confìn Grlo-Klis
- Colonza Kolonza
- Comadio, Comai Komaj
- Comàlici Komalić
- Comarna Komarna
- Comasizza Komazeci
- Comìn della Vlasca, Camino Komin
- Comino Komin
- Confino Kraj
- Contado di Clarici Klarići
- Contea d'Urdo Župa
- Convento di Procleano Bičine
- Convento d'Ostrovizza Bratiskovci
- Convento in Canali Radovčići
- Copriuno Koprivno
- Corassòvici Karasovići
- Corgne Alto Donji Krnići
- Corgne Basso Gornji Krnići
- Corino Alto, Coarino Alto, Caria Gornji Karin
- Corino Basso, Coarino Basso, Caria Donji Karin
- Corusse Korušće
- Còsino Kožino
- Cosizza Kozica
- Còssovo Kosovo
- Cossotti Košute
- Costàl Boban
- Coste, Ivoseuzzi Ivoševci
- Còtissina Kotišina
- Còttole Kotlenice
- Creccao Kreševo
- Crische Kričke
- Crividoli, Crividuol, Grividal Krivi Dol [1,2]
- Crùsvari Krušvar
- Cuccarìa, Bogatinigo Bogatnik
- Cùccine Kučine
- Cucco Drašković
- Cume Hume
- Dàbari, Dabre Dabar
- Damianici Damijanići
- Delici Delići
- Dernis Drniš
- Despotato 1,2 Despoti
- Dicolo, Docolo Diklo
- Dimino, Dimina Duba (-Pelješac)
- Dimonte Plano
- Dobegnasca Dubenjska
- Dobragne Dobranje
- Dobravizza del Pìran, Pìrandobravizza Sinovčići
- Dobricchie, Dobricia Dobriče
- Dòbrici Dobrići
- Dobrina Dobrina
- Dòcici Dočići
- Dòcchine Dočine
- Dòclira Stinjiva
- Dòdovici, Dòdovich Dodović
- Doglianovi Doljanovi
- Dolli Doli
- Domicùl, Mìcole Domikulići
- Domincòvici Dominkovići
- Donzagna Dončanje
- Dorno, Druignano Drinovci
- Draccoazze, Villa Drazze, Villa Spino Dračevac Ninski
- Dracevici, Dracevich, Dragovich Dračević
- Draga 1,2 Draga
- Draga Draga Otišićka
- Dragagline, Dragaline, Dragliane Dragljane

## Altre località (H-P)
- L'Albania Arnauti
- L'Antera Anterići

## Altre località (Q-Z)
- Sant'Angelo Anđelići (due località con lo stesso nome)

## Isole maggiori
- Obognano Obonjan
- Arbe Rab
- Asinello Ilovik
- Brazza Brač
- Bua Čiovo
- Busi Biševo
- Calamotta Koločep
- Isola Calva, Isola Nuda, Golli Goli Otok
- Canidole Grande Vele Srakane
- Canidole Piccola Male Srakane
- Capri Caprije
- Cazza Sušac
- Cherso Cres
- Curvabella Kurba Vela
- Curzola Korčula
- Eso, Decio Iž
- Fighèr Grande Vela Smokvica
- Forca Marinkovac
- Giuppana Šipan
- Isola Incoronata, Isole Incoronate (arcipelago) Kornati
- Isto Ist
- Lacroma Lokrum
- Làgosta Lastovo
- Laudara Lavdara
- Laussa Lavsa
- Lesina Hvar
- Lissa Vis
- Lovernata Levrnaka
- Isola Lunga, Isola Grossa Dugi Otok
- Lussino Lošinj
- Maon Maun
- Melada Molat
- Mèleda Mljet
- Isola di Mezzo Lopud
- Mortèr (in alcune cartine del T.C.I. anche Mortèro) Murter
- Pago Pag
- Pasmano Pašman
- Pervicchio Prvić
- Peschiera Piškera
- Plauno Plavnik
- Premuda Premuda
- Provicchio Prvić
- Puntadura Vir
- Rava Rava
- Rivani Rivanj
- Sabbioncello, Peljesac (penisola)
- Sabbioncello, Orebić (comune)
- San Clemente, Spalmadora Sveti Klement
- San Gregorio Grgur
- Sànsego Susak
- Sant'Andrea Svetac
- Scarda Škarda
- Scherda Škrda
- Selve Silba
- Sestrugno Sestrunj
- Sissagno, Zizzano, Zizano, Žižanj
- Sit Sit
- Slarino Zlarino, Ziarin, Zlarin
- Solta Šolta
- Sferenzi, Suiran, Suiràn, Sfirtegòn, Zverinac
- Torcola Šćedro
- Ugliano Ugljan
- Ulbo Olib
- Unie Unije
- Veglia Krk
- Vergada Vrgada
- Petrara Vrnik
- Zirona Grande Veli Drvenik
- Zirona Piccola Mali Drvenik
- Zuri Žirje
- Zut Žut

### Isola di Obognano (Obonjan)
- Obognano Obonjan

### Isola di Arbe (Rab)
- Arbe, Arbi Rab
- Bagnolo d'Arbe, Bagnòl Banjol
- Barbato d'Arbe Barbat na Rabu
- Biga Perići
- Campo Pino Surići
- Càmpora, Càmpore Kampor
- Candarola Kandarola
- Castello di Barbato Kaštel
- Catribo, Remetici Remetići
- Checchi Keki
- Comano Matkići
- Cupellago Šajbići
- Drindolo Ružići
- Falfandelli Fafandeli
- Fonte San Bonifacio, Debellich Debelići
- Fruga Gulići
- Galbano Šimičići
- Gleme Janići
- Il Gonaro Gonar
- La Bastia, Barcici Barčići
- La Cura Matahlići
- La Grippa Gripe
- Lapido Dumičići
- Lauro Dumići
- Lòparo, Eparo, Santa Maria di Eparo Lopar
- L'Ospitaletto Bolnica
- Marana Buzići
- Mondaneo, Mundagne. Mondaniele, Monte Daniele Mundanije
- Montrina Staničići
- Palude, Il Paletto, Il Palìt Palit
- Pasturana Dumičići
- Porto della Sarca, Ierici Jerići
- Pudarizza Pudarica
- Puntasecca Suha Punta
- Salbino, Deseglina Deseljina
- San Giovanni di Eparo Ivanko
- San Marino alla Cruna San Marino
- San Niccolò di Eparo Mikolac
- San Pietro di Carseio Supetar
- Isola dei Sorci Mišnjak
- Sorlina Šurline
- Valle Inferiore Donja Draga
- Valle San Pietro Supetarska Draga
- Valle Superiore Gornja Draga
- Vallicella Rak
- Villa Zorzini Zorzini
- Zermaor, Ivanich Ivanić

### Isola Asinello (Ilovik)
- San Pietro dei Nembi Ilovik

### Isola di Brazza (Brač)
- Blazza, Piaggia Blaca
- Bobovischie Bobovišća
- Boli, Bol, Vallo della Brazza Bol
- Castillo Podborje
- Crusca, Croscia Kruška
- Dol Dol
- Dolzi dei Fanti Fantovi Dolci
- Dragovoda Dragovoda
- Gazùl, Gaggiuol, Gazzuol Pod Gažul
- La Brazza, Milnà, Milona Milna
- Magazzini della Brazza, Lucizze Lučice
- Mirza (Isola della Brazza) Mirca
- Murvizza Murvica
- Nacàl Nakal
- Nagòrinaz Nagorinac
- Néresi Nerežišća
- Obersia Obrsje
- Oclade Oklade
- Osrica Osrike
- Planizza Planica
- Poglianizza, Potumizza Podhume
- Porta di Spalato, Splisca, Splizza Splitska
- Porto Faro Farska
- Porto Longo Rasotica
- Porto Rosso Smrka
- Portospino Dračeva luka
- Pòstira, Pòstire Postira
- Povia, Poria Povlja
- Prasnizza Pražnice
- Pucischie Pučišća
- Radovigna Radovanj
- Sagosti Zagvozd
- San Cosimo Podsmrčevik
- San Giorgio della Brazza, Losischie Ložišća
- San Giovanni della Brazza Sutivan
- San Lorenzo della Brazza, Benedia	Lovrećina
- San Martino Sumartin
- San Pietro della Brazza Supetar
- San Tommaso della Brazza Nasela
- Sant'Elia, Umazzo Inferiore, Umaz Donji Humac
- Santo Stefano, Stipancici Stipančići
- Scripea Škrip
- Selze Selca
- Umazzo Gornji Humac
- Valdispina, Dracevizza, Drachievizza Dračevica
- Villanova della Brazza Novo Selo
- Vingozza Želenik

### Isola di Bua (Čiovo)
- Arbania, Albania Arbanija
- Arona Miševac
- Bagno di Bua Slatine
- Borgo di Mare, Le Italie Bilin Dolac
- Bua Čiovo
- Cerchio Basso Donji Okrug
- Cerchio Alto Gornji Okrug
- Livelli Liveli
- Maestrale del Pantano Mastrinka
- Nògaro, Nògara Žedno
- Porto Saldòn Miličevo
- Pivetta Pivete
- Romitorio Bušinci
- Santuario di Bua, Prizindice Prizidnica

### Isola di Busi (Biševo)
- Busi Polje
- Martinis, Porto Busi Porat
- Mezzoporto Mezuporat
- Sabbionara Salbunara

### Isola di Calamotta (Koločep)
- Calamotta Levante, Calamotta Inferiore Donje Čelo
- Calamotta Ponente, Calamotta Superiore Gornje Čelo

### Isola Calva, Isola Nuda, Golli (Goli Otok)
- La Calva Maslinje
- Porto della Calva Šparožinje
- Punta Saiala Domalovica

### Isola di Canidole Grande (Vele Srakane)
- Canidole Grande Vele Srakane

### Isola di Canidole Piccola (Male Srakane)
- Canidole Piccola Male Srakane

### Isola di Capri o Caprie (Kaprije)
- Capri Kaprije

### Isola di Cherso (Cres)
- Arzi Arci
- Banestrovizza Baneštrovica
- Banici Banići
- Battaina Batajina
- Bellei, Biancavilla Belej
- Bertolcici, Bertolcich Bertulčići
- Bocchinich, Bocchinici Bokinić
- Cacicevi Kačićevi
- Cacizza Kačica
- Caisole Beli
- Caldonta Kalk
- Case Bassovi, Bassò Stani, Sant'Agostino Bašov Stan
- Cernica Grande Vela Črnika
- Cernica Piccola Mala Črnika
- Chersina Krčina
- Cherso Cres
- Conaz Konec
- Concici Končići
- Coromacina, Coromazina, Coromasna Koromačna
- Crasta, Crastova Hrasta
- Dol, Dolli Dol
- Dracovaz, Dragovaz, Monspinoso Drakovac
- Draga Draga
- Dragossetti di Cherso, Dragossetici, Dragossici Dragozetići
- Faresina Porozina
- Filossici, Filosizzi, Santa Maddalena Filozići
- Fronti Frantin
- Garmossai, Ghermossai, Garmosal Grmožaj
- Gàussa Gavza
- Gellovizza Jelovica
- Ghermov, Ghermovi, Ghermonici Grmov
- Grabar, Il Gràbaro Grabar
- Grabovizza, Carpineto Grabrovica
- Gradisca Gradiška
- La Sella Selo
- Laureschi Lovreški
- Lòsari, Lussari Luzare
- Lose Loze
- Losnati, San Giovanni della Vigna Loznati
- Lubenizze Lubenice
- Madonna di San Salvatore Sveti Spas
- Matalda Matalda
- Miclossani Mikložan
- Murtonicco, Murtonig Murtovnik
- Nisca, San Niccolò di Filossici Niska
- Ograde Ograde
- Orlez, Orlezzi, Aquilonia Orlec
- Ossero Osor
- Parcavaz Parhavac
- Pecgni Peknji
- Percovaz Perhovac
- Pernata, Pernatto Pernat
- Peschi Peski
- Petrizzi, Petriccevi Petričevi
- Pisini Pizin
- Plat Plat
- Podolli, Podoli Piccolo, Pédol, Mallipodol Mali Podol
- Podolzi Podolci
- Pogliana Poljana
- Predoschizza Predošćica
- Punta Croce Punta Križa
- Punta Pagana, Porto Andrea Pogana
- Reschi Reski
- Rivaglia Ridulja
- Rosuglia Rosulja
- San Biagio Sveti Blaž
- San Giovanni, Stivano Štivan
- San Giovanni di Caisole Ivagne Ivanj
- San Martino in Valle, San Martino di Cherso Martinšćica
- San Michele di Cherso Miholašćica
- San Niccolò di Calludér Sveti Nikola
- San Pietro Sveti Petar
- San Pietro di Mezzavia Sveti Petar pri Loznati
- Santa Maria di Lose Marinska
- Sant'Andrea Sveti Andrija
- Sasso, Camegnacco di Gellovizza Kamenjak
- Sbicina, Sbiccina, Sbicinaz Zbičina
- Sbissina Zbišina
- Selza Selce
- Smergo, Smargòn, Il Melin, Melin Merag
- Smrecce Smrečje
- Sremi Srem
- Stanici Stanić
- Stanzia Dragarschi, Stanzia Dragaschi Dragarski
- Starganaz Starganac
- Stepici Stepići
- Treboicizza, Trebiana Trebojčica
- Ustrine Ustrine
- Vallòn di Cherso Valun
- Vasminezzo, Vasmineci Važminec
- Verìn di Plat Verin
- Vidovici, Vidovisi Vidović
- Villa Padova Padova
- Vodizze, Acquette Vodice
- Vrana, Villa Vrana, Passo Vrana
- Versici Vrsić
- Zaglavo Zaglav
- Zognevi, Zagnevici Zagnjevići

### Isola di Curbabella (Kurba Vela)
- Curba Šikićev stan

### Isola di Curzola (Korčula)
- Babina, Bàrbina Babina
- Baretta, Baretto Baretica
- Berna, Porto San Simone Brna
- Bernistovia Inferiore Donja Brnistova
- Bernistovia Superiore Gornja Brnistova
- Blatta (utilizzato ufficialmente assieme al nome croato fino al 1911) Blato
- Bùgnore, Zernovo, Zèrnova Žrnovo
- Carbonari Karbunari
- Carboni Karbuni
- Castellarneri Prigradica
- Chenésa Kneža
- Colle di Curzola Brdo
- Curzola Korčula
- Gherscizza Gršćica
- La Pesca Piske
- Lombarda Lumbarda
- Magazzini, Valletta Zavalatica
- Mignacco Dub
- Mul di Curzola Mulic
- Petrara, Petraia Javić
- Plat Poplat
- Pupnata Pupnat
- Racischie Račišće
- Porto Pidocchio, Bagno di Cùrzola Luka Banja
- Postrana Postrana
- Potirna alle Piagge Donja Potirna
- Potirna della Prusa Gornja Potirna
- San Domenico Prvo Selo
- San Lorenzo Bristva
- Sant'Antonio di Curzola Sveti Antun
- Smoquizza Smokvica
- Treporti, San Pietro Sveti Petar
- Trepozzi Prižba
- Vaia Vaja
- Valcalandria Pupnatska Luka
- Vallegrande Velaluka
- Villa Chiarra Čara

### Isola di Eso, Decio (Iž)
- Eso Grande (utilizzato ufficialmente assieme al nome croato fino al 1911) Veli Iž
- Eso Piccolo Mali Iž
- La Banda Porovac
- Moncello, Montisello Mučel
- Oliveto Drage
- Porto Comite Knež
- Porto Eso Makovac

### Isola di Fighèr Grande (Vela Smokvica)
- Porto Fighèr, Smoquizza Smokvica

### Isola di Forca (Marinkovac)
- Porto San Mariano Ždrilica

### Isola di Giuppana (Šipan)
- Bissòn Sunj
- Campo di Giuppana Šilovo Selo
- Cempriesi, Camprisi Čemprijesi
- Fràiga Frajga
- Porto Giuppana, Valle Giuppana Šipanska Luka
- San Giorgio della Giuppana Suđurad
- Sant'Arcangelo di Giuppana Pakljena

### Isola Incoronata (Kornati)
- Abbazia della Coronada Opat
- Bizano Pod Bižanj
- Bizzano Bližanj
- Cà Beban Bebanov stan
- Cà Clepin Klepin stan
- Cà Ierat Jeratov stan
- Cà Lovrich Lovričev stan
- Cà Mudrognin Mudronjin stan
- Cà San Marco Markov stan (1) (2)
- Cà Turcin Turčinov stan
- La Cala Strižnja
- La Lupesca Lupeška
- Luigia Statival
- Magazzini Bele Lučice
- Porto d'Origo Koromašnja
- Porto Incoronata Stinjiva
- Porto Lupesco Šandrićev stan
- Puntasecca Špraljin stan (2)
- Reale Kravljačica
- San Tomaso Špraljin stan (1)
- Sifonada Šipnate
- Torre, Tarze Tarac
- Torretta dell'Incoronata Tureta
- Uruie, Vruglie Vruje
- Uruie Piccola Male Vruje

### Isola di Isto (Ist)
- Isto, Gisto, Esto, Estro (utilizzato ufficialmente nella forma Isto assieme al nome croato fino al 1911) Ist

### Isola di Làgosta o anche Àgusta (Lastovo)
- Chiave Zaklopatica
- Crucizza Kručica
- Lagosta Lastovo
- Lucizza, Magazzini Lučica
- Passaduro Pasadur
- Piedilenga Podlenga
- Porto Nascosto Skrivena Luka
- Porto Rosso Portoroz, Portorus
- San Michele Prgovo, Prgovo Polje
- Slepoglie Zlepolje
- Studenaz Studenac
- Uble, San Pietro di Làgosta Ubli, Sveti Petar
- Vinopoglie, Campo di Vino Vinopolje
- Zadlo Zadlo

### Isola di Laudara (Lavdara)
- Laudara (Croazia) Lavdara

### Isola di Laussa (Lavsa)
- Laussa Lavsa

### Isola di Lesina (Hvar)
- Andreazzi (presso Lesina - capoluogo) Glavica
- Apriana Veprinova
- Banda Grande Grudac
- Banda Piccola Mala Banda
- Bassiana, Bàssina Basina
- Bomoglie, Bogomoglie Bogomolje
- Bossiglina di Lesina Bonkovići
- Bristova Bristova
- Bruse Brusje
- Case del Convento Bojani Dolac
- Castelbianchini Rudine (Vela Rudina + Mala Rudina)
- Castellazzo Kaštilac
- Castello Grad
- Cervagno Črvanj
- Chiesanuova Nova Crkva
- Chiesa San Giorgio Stara Crkva
- Cittavecchia (anche Cittavecchia di Lesina) Starigrad
- Colgrande Humac
- Contrada di mezzavia Radišnja
- Convento Zagradača
- Cusca Prisnjak
- Digno Gdinj
- Digno Minore Dugi Dolac
- Fighèr, Smoquizza Smokvina
- Filigara Minore Mala Papratna
- Frìsnigo Vrisnik
- Gelsa Jelsa
- Gercoduor, Corte Gerco Jerkov Dvor
- Giacogna Jagodnja
- Glavizza Glavica
- Grabia Grablje, Malo Grablje
- Grabia Granda, Madonna dei Turchi Velo Grablje
- Gracovischie Grahovišće
- Gracischie, Castellieri Gračišće
- Iercovici Jerkovići
- Il Torrazzo Torac
- La Banda Podstrana
- La Ferma Bojanića Bad
- La Filigara Vela Papratna
- La Sarca Radočin Dol
- La Varda, Zastrasischie Zastražišće
- Lesina (utilizzato ufficialmente da solo fino al 1898 e assieme al nome croato fino al 1918) Hvar
- Lesina Vecchia Lozna
- Luca, Porto Luka
- Lucischie, Porto Palermo Lučišće
- Lucizza Lučica
- Madonna di Lesina, Porto Santa Maria, Zarraz Zaraće
- Melasca Bad
- Oliveto Maslinovik
- Parcagno Vrbanske Rudine
- Piana Rašnik
- Pinèr Borovik
- Pitue, Pitne, San Giacomo, Pitti Pitve
- Porto Cassa Zaglav
- Porto Coperto Pokrivenik
- Porto Falconèro, Soccolizza Pribinja
- Porto Greco Jagodna
- Porto Mamano Grabovac
- Portòn, Il Portòn, Stinuova, Stinava Stiniva
- Porto Oliveto Maslinica
- Porto Paladini, Virra Vira
- Posaro Vecchio Stari Požar
- San Giorgio della Lesina Sućuraj
- San Giovanni Ivan Dolac
- San Niccolò Poljica
- Santa Domenica Sveta Nedjelja
- Santa Maria Marina Glavica
- Santa Maria Smarska
- Sant'Antonio Sveti Ante
- San Vito Poljica
- Selza (due località con lo stesso nome) Selca
- Settevalli Zavala
- Sfirza Svirče
- Slana, Slano Slano
- Spiaggia Pitti Gromin Dolac
- Stinuova Grande, Stinava Vela Stiniva
- Stinova Piccola, Stinava Mala Stiniva
- Valdimaistro Milna
- Valdisòl Zavalatica
- Val Sant'Anna Dol Svete Ane
- Val Santa Maria Dol Svete Marine
- Verbagno Vrbanj
- Verbosca Vrboska
- Verco Vrh
- Vescovà, Il Vescovo, Dobovaz Dubovica
- Viderna, Vitergna Viternja
- Villa Cavallo, Cavallìn Tadić
- Villa Zanìn Zaninović
- Viracco Virak
- Visecchia Visoka
- Vrancici Vrančići

#### Dintorni di Lesina (Hvar) - capoluogo dell'isola
- Campo di Mare, Vallari Marinac Dolac
- Castello Zakaštil
- Colonna Zastup
- Contrada Orti, Orti Civici Šamoretov Dolac
- Galla Galisnik
- Maccasìn Vrisak
- Palermo Grande Vela Garška
- Palermo Piccolo Mola Garška
- Porto Palermo, La Punta Kovač
- Punta Croce Križna rat
- San Niccolò dei Noccioli Bukainka
- Valle Crosera Križna luka

#### Dintorni di Cittavecchia (Starigrad)
- Campo San Giorgio Jurjevac
- San Giovanni Ivanje Gomile
- Glavizza Glavica

### Isola di Lissa (Vis)
- Angeli, Angelavich Anđelavić
- Baccoli, Baculich Bakulić
- Bentonigo Bentink
- Bergozzi, Barguiaz Brguljac
- Boemi Bojmi
- Bonetti Bonet
- Campo del Vino Vinsko Polje
- Campo Grande, Banda Grande, San Vito Plisko Polje
- Campo Spinoso Dračevsko Polje
- Cantone Kut
- Casal Mardessici, Casal Mardessich Mardešić stan
- Cisterna, Costirna, Custierna Kostirna
- Colpiano Ravno
- Còmisa Komiža
- Comprisio, Camprisio, Campurese Kumpris
- Convento Samogat
- Cortellazzi, Cortelacich Kortelačić
- Cugliesi Kuljes
- Doimi Dojmi
- Gracia Gračac
- Iurinovich Jurinović
- Lissa Vis
- Magazzini Lučica
- Mànego Podstražje
- Marincovich Marinković
- Mencumeri Menkumeri
- Mendola Milna
- Mladineo Mladinj
- Pètrici, Petrich Petrić
- Pètrici Petrići (due località)
- Petrusi, Petrusich Petrusić
- Piedicolmo Podhumlje
- Porto Carobér Rogačica
- Porto Chiave Oključna
- Porto San Giorgio, San Giorgio di Lissa Prilovo
- Porto Sasso, Vidovich Vidović
- Pospiglie Podšpilje
- Promontore, Stagnetta, Stoncizza Stončica
- Pùssici Pussići
- Roani, Repanich Repanić
- Rosani, Rosanich Rosanić
- San Giorgio Borovik
- San Girolamo Sveti Jerolim
- San Michele di Lissa Sveti Mihovil
- San Rocco, Rucavaz Rukavac
- San Vito di Lissa Duboka
- Seregna Serenj
- Siminiatti Siminiati
- Stopisca, Porto Colonne Stupišće
- Strancovaz Strankovac
- Talese Talež
- Terre Mariane Marine Zemlje
- Vagagno Vaganj
- Valfighér Smokovo
- Villabassa Podselje
- Zadedolei Zadedolej
- Zaizzo Zajci
- Zaranizza Zaranica
- Zenaglava, Santa Maria Žena Glava
- Zupacline, Villa Montani Župakline
- Zuzzizza, Zuccizza Žužeca

### Isola Lovernata (Levrnaka)
- Lovernata Ježinov stan

### Isola Lunga o Isola Grossa (Dugi Otok)
- Berbigno, Brebigno, Birbino, Barbigno, Barbegno Brbinj
- Bosavia Božava
- Gimano, Giso, Sman Žman
- Poglie, Porto Zuna Polje
- Porto di Lunga Šub
- Porto Pace Mir
- Porto Taiér Telašćica
- Punte Bianche Beli Rat
- Sale Sali
- Saline Soline
- San Leonardo, Villa Dragova, Porto Dragòn Dragove
- Sauro Savar
- Valle, Valle Santo Stefano, Luca Luka
- Verona Verunić
- Zaglava Zaglav

### Isola di Lussino (Lošinj)
- Artatore, Artatorre di Lussinpiccolo Artatore
- Bonich, Boni Bonić
- Buzzagna Bučanje
- Calmaz, Calmazzi Halmac
- Cigale Čikat
- Ciunschi Chiusi Lussignano Ćunski
- Crivizza Krivica
- Cumaz, Mulattiera Humac
- Lische Liska
- Lucizza Lučica
- Lussingrande Veli Lošinj
- Lussinpiccolo Mali Lošinj
- Neresine Nerezine
- Podgora Podgora
- Pogliana Poljana
- Porto Lova, Lovo, Licche Liski
- Rovensca Rovenska
- San Giacomo di Neresine, San Giacomo Lussignano Sveti Jakov
- Studencici, Studencich Studenčić
- Tersici Grande, Tersich, Tèrsico Veliki Tržić
- Tersici Piccolo, Tersich, Tersico Mali Tržić
- Villanova di Lussignano, Nova Nova
- Vinicovo Vinikova

### Isola di Maon (Maun)
- Maòn Maun

### Isola di Melada (Molat)
- Berguglie, Verguglia, San Michele di Melada Brgulje
- Melada Molat
- Porto di Melada Porat
- Zapontello, Giampontello, Poncello Zapuntel

### Isola di Mèleda (Mljet)
- Babino di Sopra Zabrežje
- Babino di Sotto Zadublje
- Babinopoglie, Pian di Babino, Piana della Balia Babino Polje
- Blatta di Mèleda Blato
- Case della Nonna Babine Kuće
- Cassarizza Kozarica
- Convento di Mèleda Pristanište
- Corrita, Gorrita, Villa Corita Korita
- Gnivizze Njivice
- Govegiari Goveđari
- Maranovici Maranovići
- Martinovici Martinović
- Porto Cammera, Occuchie, Camera Okuklje
- Pomena, Petraia Pomena
- Porto Chiave Prožurski Porat, Prožurska Luka
- Porto Mezzo Mèleda Sobra
- Porto Palazzo Polače
- Prosora, Progiorra Prožura
- Roppa, La Rupe Ropa
- Sabbionera Saplunara
- Saline Soline
- Santa Maria di Meleda Sveta Marija (isolotto nel Lago Grande e Convento)

### Isola di Mortèr (Murter)
- Bettigna (Bettina secondo l'Atlante della Dalmazia di Giotto Dainelli) Betina
- Dàslina, Vallenuova Dazlina
- Gèssera Jezera
- Gràmina Hramina
- Ivigno Ivinj
- Mortèr (talvolta Mortèro) Murter

### Isola di Pago (Pag)
- Barbato di Pago Zubovići
- Bassazza Bašaca
- Bocca di Novaglia Bok
- Bonaparte Bonaparte
- Borovici Borovići
- Bossana Bošana
- Canato di Loni, Canato Perich Peričev Kanat
- Càrcine, Carsagno Krčine
- Cassione di Pago, Porto Cassione, Castiglione, Castione, Cossiuno Košljun
- Castello Kaštel
- Castello di Novaglia Kaštel
- Chessa, La Scunza, La Scunca Škunca
- Chessavecchia, Chissa Caska
- Colonne, Còlane, Còlliana, Clonnae Kolane
- Comorovaz, Cameral Komorovac
- Cùstici, Villa nel Barbato Kustići
- Dàbova Dabove
- Dignisca Dinjiška
- Dòdici Dudići
- Drassizza Dražica
- Gàngheri Gager
- Gliura Ljurač
- Gramacce Gramače
- Guriél Gurijel
- Iachisnizza Jakišnica
- Lacogno Lokunj
- La Cunèra Kunera
- La Sissa Šiša
- Livici Livić
- Loni, Puntaloni Lun
- Magassi Magaši
- Maravcici Maravčići
- Mettaina Metajna
- Miscovici Miškovići
- Mul Mul
- Novaglia Novalja
- Novaglia Vecchia Stara Novalja
- Pago Pag
- Pago Vecchia, Pagovecchia, Cittavecchia Starigrad, Stari Grad
- Pogliana, Polliana, Pogliùn Povljana
- Porto Castello Gajac
- Porto Giglio Žigljen
- Potosnizza Potočnica
- Probòi Proboj
- Sancovi Šankovi
- San Girolamo Sveti Jerolim
- San Simone di Pago Šimuni
- Santa Maria Sveta Marija
- Slatina Slatina
- Smoquizza, Porto Fighèr Smokvica
- Stanischie Stanišće
- Stanovi Stanovi
- Tavernella, Tavernole Tovarnele
- Valassichi, Valassich, Vlasich Vlašići
- Valsaline Gorica
- Vercici Vrčići
- Vidalici Vidalići
- Vidasi Vidasi
- Villavecchia di Pago Stara Vas
- Vodizza di Pago Vodice
- Zubovici Zubovići

### Isola di Pasmano (Pašman)
- Bacinici Bačinići
- Bagno di Pasmano Banj
- Barùl, Barattoli, Barattiòl Barotul
- Cà di Bacinici Bačinića stan
- Casali Antich Antićeva kuća
- Corte Podvorje
- La Scara Škara
- Lauredana, Lavredana Ugrinići
- La Zimera Cimera
- Mirliana, Mergliana Mrljane
- Novigliano, Neviane Neviđane
- Paese di Pasmano, Paese di San Doimo Kraj
- Pasmano, Pasmàn Pašman
- Pasmano Minore, Pasmano Piccolo Mali Pašman
- Portoceregne Čosina kuča
- Pianabona, Poviana, Dobropogliana, Poligana Dobropoljana
- Sagotto Šokoti
- San Giacomo del Pasmano Calovi
- Sdrela, Sdrelaz, Stagno di Pasmano Ždrelac
- Tuconio, Tucconio, Ticconio, Teonio, Ticun, Cotuno, Cotunno Tkon
- Zimera Piccola, Flaveico Travica

### Isola di Peschiera (Piškera)
- Peschiera Piškera

### Isola di Plauno (Plavnik)
- Plauno, Plaunig Plavnik

### Isola di Premuda (Premuda)
- Porto Premuda Premuda
- Porto San Ciriaco Krijal Masarine

### Isola di Provicchio (Prvić, Krk)
- Porto Provicchio Prvić Luka
- Porto Piscador, Seporine, Safforiana Šepurine

### Isola di Puntadura (Vir)
- La Patarina Patarinka
- Punta del Vento Pedinka
- Puntadura Vir
- Santa Caterina di Puntadura Losice
- Torre di Puntadura Torovi

### Isola di Rava (Rava)
- Rava Rava
- Rava Minore Mala Rava (Lokvina)

### Isola di Rivani (Rivanj)
- Rivani Raviane, Rivanj

### Isola di San Gregorio (Grgur)
- Porto San Gregorio Zadublje

### Isola di Sànsego (Susak)
- Sànsego Susak

### Isola di Scarda (Škarda)
- Scarda Škarda

### Isola di Scherda (Škrda)
- Scherda Škrda

### Isola di Selve (Silba)
- Selve Silba

### Isola di Sestrugni (Sestrunj)
- Sestrugni, Sestrugno, Sestruogn, L'Estranea Sestrunj

### Isola di Sisagno, Zizzano, Zizano (Žižanj)
- Porto Zizzano Bašića stan

### Isola di Sit (Sit)
- Cà Zunderìn Đundirin Stan
- Porto Sit Dulukin Stan
- Sit Šumice

### Isola di Slarino, Zlarina, Zlarino, Zlarin, Ziarin (Zlarin)
- Slarino, Zlarino, Zlarin, Ziarin (Zlarin),
- Ziarin Minore (Borovica).

### Isola di Solta (Šolta)
- Cruschizza Alta Gornja Krušćica
- Cruschizza Bassa Donja Krušćica
- Grocote Grohote
- Porto Carobèr Rogač
- Porto Oliveto Maslinica
- Porto Sordo Nečujam
- Stòmora, Santa Maria Stomorska
- Villa Inferiore Donje Selo
- Villa Media Srednje Selo
- Villa Superiore Gornje Selo

### Isola di Spalmadora (Sveti Klement)
- Palmisana Palmižana
- Porto Cargneni Čarnjeni
- Porto Spalmadore Vlaka
- San Clemente Manića Polje

### Isola di Sferenzi Suiràn, Sfirtegòn, Zverinac
- Suiràn, Sferenzi, Sfirtegòn Zverinac

### Isola di Torcola (Šćedro)
- Fio Stan, Nastane
- La Molona Lovišće
- Monastero Manastir, Mostir
- Torcola Srida

### Isola di Ugliano (Ugljan)
- Battalaggia Batalaža
- Begna Benja
- Bivio Strihine
- Camera, Cuchizza, Cuclizza, Coclizza Kukljica
- Casali di Lucorano Zmorac
- Castro d'Ugliano Varoš
- Ceberlanda Čeprljanda
- Fortezza Fortoština
- Gioppana Jopan
- Guducchie Guduće
- La Turchia Turkija
- Lucorano, Lagarone, Lugrone, Lagrone Lukoran
- Lucorano Piccolo Mali Lukoran
- Magazzini Lučino Selo
- Molino di Ugliano Muline
- Mul, Cale, Cal Kali
- Oltre Preko
- Pogliana Poljana
- Porto Uglianese Primorje
- Punta di Lucorano Punta
- Rancicevi-Sichiricevi Rančićevi-Sikirićevi
- San Giovanni di Ugliano Ivanac
- Santa Croce Inferiore Donje Selo
- Santa Croce Superiore Gornje Selo
- Sant'Eufemia Sutomišćica
- Sussizza Sušica
- Ugliano Ugljan

### Isola di Unie (Unije)
- Unie Unije

### Isola di Veglia (Krk)
- Bacchi, Baicici Bajčići
- Barussici Barušići
- Bersaz Brzac
- Bescanuova Baška
- Bescavalle, Valle di Besca Bašćanska Draga
- Bescavecchia Stara Baška
- Bogovici Bogovići
- Boimero Bujmer
- Bosaro Bosar
- Boscepòr Pušća
- Bracche, Le Bracche Dubni
- Braidér Brajder
- Brossi Brožić
- Brussi Brusići
- Cacicchio Kačić
- Calle Spartito Matijev stan
- Calludér, Ancoraggio Haludovo
- Campeglia, Campiglia Kampelje
- Capo dei Campi Glavica
- Capo di Valle Kapovci
- Cassione (isola) Košljun
- Castelcorinzio Korintija
- Castelmuschio, Castromusclo Omišalj
- Cisicchie, Cisicchio Čižići
- Clami Hlam
- Clanizze Klanice
- Clapa Hlapa
- Clapa di Sotto Donja Hlapa
- Clina Klimno
- Clobbuciaz Klobučac
- Cornicchia Kornić
- Cossarin Kozarin
- Cracorici Hrahorić
- Crasse Kras
- Cremenici Kremenići
- Cucca Kuka
- Dobasnizza, Dobasinizza, La Dobba, Magno Quercio Dubašnica
- Dobrigno, Dobregno Dobrinj
- Franiccevi Franičevi
- Gabogne, Gabaino, Gabaìn Gabonjin
- Gaieni Gejen
- Ghermoi, Ghèrmovi Grmovi
- Giaso Jezero
- Gliuttici Ljutići
- Gnivizze Njivice
- Gostignazzo Gostinjac
- La Biserica, La Biseruica, Rùdina, La Bassalca Rudine
- Lagomartino, Lagmartìn, Lacmartin Lakmartin
- Le Cave, Garizza Garica
- Linardici, Linardich, Puterno Linardići
- Lisse Lise
- Malinsca, Malisca Malinska
- Marchini Markini
- Marsici Maršići
- Matesi, Mattesi Matesi
- Mercanda, Salatici Salatić
- Milcetici Milčetići
- Milovici Milovčići
- Mira di Castelmuschio Mira
- Monte di Veglia Vrh
- Nabòi Bojno
- Nenadici, Nenadich Nenadići
- Ostrobradici Oštrobradić
- Panighe Jezero
- Paprata Paprata
- Pastrassizza Podstražica
- Pèrniba Prniba
- Pisicchio Picik
- Poglie, Campis Polje
- Poglizza dei Morlacchi Poljica
- Ponte di Veglia, Ponte Punat
- Poprata Poprata
- Poprodagne Podprodanje
- Porto di Malisca Porat
- Porto Fontana, Vantacici Vantačići
- Ràdici Radići
- Rèssica Risika
- Rosuglia Rosulje
- Sablici Sabljći
- Salina di Veglia, Solini Soline
- San Colomanno Kolomanice
- San Fosco Sveti Foško
- San Giorgio Sveti Juraj
- San Giorgio, Iuranduar, Convento di San Giorgio Jurandvor
- San Giovanni di Dobrigno Ivan Dobrinjski
- San Giovanni di Malisca Ivan
- San Michele Miholjice
- San Luigi Na loj
- San Niccolò, Milonicchio, Millonich Milohnić
- Santa Fosca, Pinesi, Pinesich Pinezići
- Santa Lucia di Veglia, Battòmali Batomalj
- Santa Maria del Capo Glavotok
- Santa Maria di Veglia Rasopasno
- Santa Maura Mavra
- Sant'Anastasia Na stazi
- Sant'Antonio di Veglia Anton
- Sant'Eufemia Fumak
- San Vito Sveti Vid
- San Vito di Dobrigno Sveti Vid Dobrinjiski
- Sassobianco Kamenjak
- Savergnazzi Zavrnjaci
- Scala di Castelmuschio, Chiaz Kijac
- Scala di Gnivizze Kijac (Njivice)
- Scherbe Skrbčići
- Sella Inferiore Donje Selo
- Sersici Sršići
- Sestilaz Žestilac
- Sgallicchio, Sgalich Žgaljići
- Sgombo Žgombići
- Sidarici Zidarići
- Silo, Sillo Šilo
- Spena Spena
- Strilcici Strilčići
- Sùgare Šugare
- Sùsana Sužan
- Togarzi Tohorci
- Tribuglie Tribulje
- Turcici Turčić
- Uronico Vronik
- Vagna Zavoden
- Valbisca, Vallebisca, Porto Valbisca, Bisca Valbiska
- Valdaverga Tranjevo
- Valdimaùr, Murai di Veglia, Vallio di Murco Muraj
- Valle di Fane, Cosici Kosić
- Veglia Krk
- Verbenico Vrbnik
- Vèrcici Vrčić
- Vércure Vrhure
- Vesolungo, Ost, Osti Voz
- Zirigo Cirik
- Zuppagne Županje

### Isola di Vergada (Vrgada)
- Vergada Vrgada

### Isola di Petrara (Vrnik)
- Vèrnigo Vrnik

### Isola di Zirona Grande (Veli Drvenik)
- Banda Superiore Gornja Banda
- Case di Zironcola Kačine
- Corcognassi Krknjaši
- Gallinèr Kokošinje
- Marina di Zirona Bobovišće
- Porto Piccolo Mali Porat
- Sirano Širan
- Zirona Grande, Gerona, Giruàn Veli Drvenik
- Zironcola Letilovići

### Isola di Zirona Piccola (Mali Drvenik)
- Pietromauro, Cinquemauri Petomavar
- Porto Mattusìn Dolići
- Porto Zirone Borak
- Zirona Piccola Mali Drvenik

### Isola di Zuri (Žirje)
- Muna, Porto Zuri Muna
- Zuri Žirje

### Isola di Zut o Zunchio (Žut)
- Burtiana Burtina
- I Sabbioni Sabuni
- La Scrovada Ježinov stan
- Marina di Zut Mudrinjin stan
- Papessi Papeži
- Pisicchia Bizikovica
- Porto Colombér Golubovac
- Porto Pinisello Kušićev stan
- Porto Zut, Porto Zunchio Pristanišće
- Sarussa Kovaćev stan
- Zut, Zunchio Jelići
- Zut Minore Dragišina

## Isole minori (A-G)
- Aba Grande Aba Velika
- Aba Piccola Aba Mala
- Arcangelo Arkanđel
- Artina Artina
- Arzegnago Grande Arženjak Veli
- Arzegnago Piccolo Arženjak Mali
- Bobara Bobara (presso Ragusavecchia)
- Cazziol Kopište
- Scogli Ciutin, Striutim Veli Ćutin, Čutin (presso Cherso)
- Coludas, Scoglio delle Monache Koludarc (presso Lussino)
- Scoglio Cormato, Scogli Cormati Kormati (presso Plauno)
- Scoglio Cosiacco Kozjak (presso Lussino)
- Scogli Dolfin Dolfin (presso Pago)
- Dolin Dolin (presso Arbe)
- Galiola, Galliola, Gagliola Galijola, Galiula, Galiola (presso Unie)
- Scoglio Gallon Galun (presso Veglia)

## Isole minori (H-P)
- Isola Liciniana Jakljan (presso Ragusa)
- Scogli Lagagne Veli Laganj e Mali Laganj (presso Pago)
- Scogli Lagostini o anche Agostini Lastovnjaci (di Lastovo)
- Levrera Zeča
- Marcana Mrkan
- Marchiara Mrčara (presso Lagosta)
- Marrapona Arapovac
- Mortar Murtar (presso Lussino)
- Oriole Grande, Oriule Grande Vele Orjule (presso Lussino)
- Oriole Piccola, Oriule Piccola Male Orjule (presso Lussino)
- Scogli Ossiri Veli Osir e Mali Osir (presso Lussino)
- Palazziol, Palazzol Grande Oruda (presso Lussino)
- Palazziol, Palazzol Piccolo Palacol (presso Lussino)
- Scogli Pettini Grebeni (presso Ragusa)
- Petrignana Grande Ada, Ada Bojana
- Petrignana Piccola Mala Ada (Albania)
- Pomo Jabuka

## Isole minori (Q-Z)
- Sant'Andrea Sveti Andrija (al largo di Ragusa)
- San Giorgio Sveti Juraj (presso Arbe)
- San Giorgio di Lagosta Prežba
- San Marco Sveti Marko (presso Veglia)
- San Marco Sveti Marko (nelle Bocche di Cattaro)
- San Nicola Sveti Nikola (presso Budua)
- Tasorta[381] Trasorka (presso Lussino)
- Ton Grande[382] Tun Veli (presso l'isola Lunga)
- Ton Piccolo[382] Tun Mali (presso l'isola Lunga)
- Trestenico Trstenik (presso Cherso)
- Scoglio Visocchi Visoki (presso Cherso)
- Scoglio Zabodaschi Zabodaski, Zabodarski (presso Lussino)
- Scoglio Zaglava Hrid Zaglav (presso Cherso)
- Scoglio Zez Zečevo, Zec (presso Veglia)

## Fiumi
- Cetina, Cettina Cetina
- Cicola Čikola
- Cherca, Tizio Krka
- Narenta Neretva
- Zermagna Zrmanja

### Fonti normative
- Regio decreto 29 marzo 1923, n. 800, Lezione ufficiale dei nomi dei comuni e di altre località dei territori annessi, convertito in legge 17 aprile 1925, n. 473.

### Testi
Per la compilazione della voce sono state consultate varie fonti. Di seguito si citano le principali:
- AA. VV., Die Osterreichisch-Ungarische Monarchie in Wort und Bild. Dalmatien, Druck und Verlag der Kaiserlich-Konigleichen Hof-und Staatsdruckerei, Wien 1892
- AA. VV., Guida d‘Italia della Consociazione Turistica Italiana. Dalmazia, Consociazione Turistica Italiana 1942
- Lorenzo Benevenia, Il Comune di Zara nel Medio Evo (dal V al XII secolo), Società Dalmata di Storia Patria, Venezia 2006
- Lorenzo Benevenia, Frammenti di storia dalmata, Scuola Dalmata dei SS. Giorgio e Trifone, Venezia 2007
- Alberto Bin, La Repubblica di Venezia e la questione adriatica. 1600 - 1620, Il Veltro, Roma 1992
- Martin Brumby, Dalmatia, Austrian Stamp Club of Great Britain, Heworth 1997
- Carta dei confini d‘Italia - Foglio IV - Trieste, Gorizia, Istria, Dalmazia, Touring Club Italiano, Milano 1903
- Milovan Cemovic, Crna Gora - Montenegro - Feniks u ocima kolecionara 1851-1920, Kasanic, Zagreb 2007
- Guglielmo Cevolin, Anche le carte parlano italiano. Fonti giuridiche, censimento e inventariazione della documentazione veneta e italiana presso l’Archivio di Stato di Zara (1921-1944), Vol. I, Bologna 2006 (PDF), su eurohistoria.eu. URL consultato il 7 settembre 2014 (archiviato dall'url originale il 7 settembre 2014).
- Mladen Culic Dalbello - Antonello Razza, Per una storia delle comunità italiane della Dalmazia, Fondazione Scientifico Culturale Maria ed Eugenio Dario Rustia Traine, Trieste 2004
- Giotto Dainelli, Fiume e Dalmazia UTET, Torino 1925
- Angelo de Benvenuti, Fortificazioni venete in Dalmazia, Scuola Dalmata dei SS. Giorgio e Trifone, Venezia 2006
- Bruno Dudan, Il Dominio Veneziano di Levante, Filippi, Venezia 2006
- F.Heiderich - W.Schmidt, Kozenns Geographisches Atlas fur Mittelschulen, Holzel, Wien 1912
- Francesco Madirazza, Storia e costituzione dei comuni dalmati. Narodna tiskara, 1911.
- Luciano Monzali, Italiani di Dalmazia. 1914-1924, Le Lettere, Firenze 2007
- Guerrino Perselli, I censimenti della popolazione dell‘Istria, con Fiume e Trieste, e di alcune città della Dalmazia tra il 1850 e il 1936, Unione Italiana Fiume - Università Popolare di Trieste, Trieste-Rovigno 1993
- Tullio Pizzetti, Con la bandiera del protettor San Marco. La marineria della Serenissima nel Settecento e il contributo di Lussino, Campanotto Editore, Pasian di Prato 1999
- Giuseppe Praga, Storia di Dalmazia, CEDAM, Padova 1954
- Alberto Rizzi, Guida della Dalmazia. Arte Storia Portolano, Italo Svevo, Trieste 2007
- Francesco Semi - Vanni Tacconi (cur.), Istria e Dalmazia. Uomini e tempi - Dalmazia, Del Bianco, Udine 1992
- Zvonimir Suljak - Abdullah Seferovic, Zadar na starim razglednicama, Adamic, Zadar-Rijeka 2005
- Luigi Tomaz, La galìa chersana. Un'isola e la sua galea per sei secoli nell‘Armata di San Marco, Scuola Dalmata dei SS. Giorgio e Trifone, Venezia 2003